# Польща
По́льща (пол. Polska), офіційна назва — Респу́бліка По́льща (пол. Rzeczpospolita Polska) — держава в Центральній Європі. З перепису населення 2015 року відомо, що в країні проживало понад 38,5 млн осіб, що робить її 5-ю країною Європейського Союзу за кількістю населення, а в Європі — 9-ю за площею та 8-ю за кількістю населення. 61 % населення мешкає у містах. Столиця й найбільше місто — Варшава. Інші великі міста — Краків, Лодзь, Вроцлав, Познань та Щецин
Республіка межує із сімома країнами Європи: на північному сході — з Росією (Калінінградська область) та Литвою, на сході — з Білоруссю та Україною, на півдні — з Чехією та Словаччиною, а на заході — з Німеччиною. На півночі країну омивають води Балтійського моря.
Польська держава виникла наприкінці І тисячоліття н. е. 1569 року в місті Любліні вкладали угоду, що сполучила Польське королівство та Велике Князівство Литовське в єдину федеративну державу — Республіку Двох Націй, більше відому як Річ Посполита. Сполучена держава існувала до кінця XVIII століття, коли землі Речі Посполитої було розділено між Росією, Австрією та Пруссією. До 1918 року польські землі перебували під контролем Росії, Австро-Угорщини та Німеччини. Після Першої світової війни Польщу проголошено незалежною державою. Офіційною датою проголошення незалежності вважають 11 листопада 1918 року.
Польща має розвинену ринкову індустріально-аграрну економіку. Це регіональна держава в Центральній Європі, з найбільшою фондовою біржею в Центрально-Східній Європі. Основа польської економіки — промисловість, а саме машинобудівна, металургійна, гірнича та хімічна. Вагоме й сільське господарство: країна виробляє багато картоплі, пшениці, яблук та хмелю, має розвинене свинарство, птахівництво та скотарство. Країна має шосту найбільшу економіку щодо номінального ВВП у Європейському Союзі та десяту найбільшу в Європі. Грошова одиниця — злотий. Польща — одна з найдинамічніших економік у світі, водночас займаючи дуже високе місце в індексі людського розвитку. Розвинена країна, що має економіку з високим рівнем доходу, дуже високим рівнем життя, якістю життя, рівнем безпеки, якістю освіти та економічними свободами. Разом із розвиненою системою освіти, країна забезпечує ще й безплатну університетську освіту, соціальне забезпечення та універсальну систему охорони здоров'я. У країні є 16 об'єктів Всесвітньої спадщини ЮНЕСКО, 15 з яких — культурні.
Польща — член у багатьох міжнародних організаціях та об'єднаннях, серед яких — Організація Об'єднаних Націй, МВФ, Європейський союз, НАТО, ОБСЄ, Рада Європи, Єврозона, Вишеградська група, Ініціатива трьох морів та інші.

## Географія
Крім південного гористого регіону, територія країни майже вся рівнинна. Країна лежить біля фізичного центру Європи, що перебуває між 49° і 55° північної широти та 14° і 24° східної довготи.

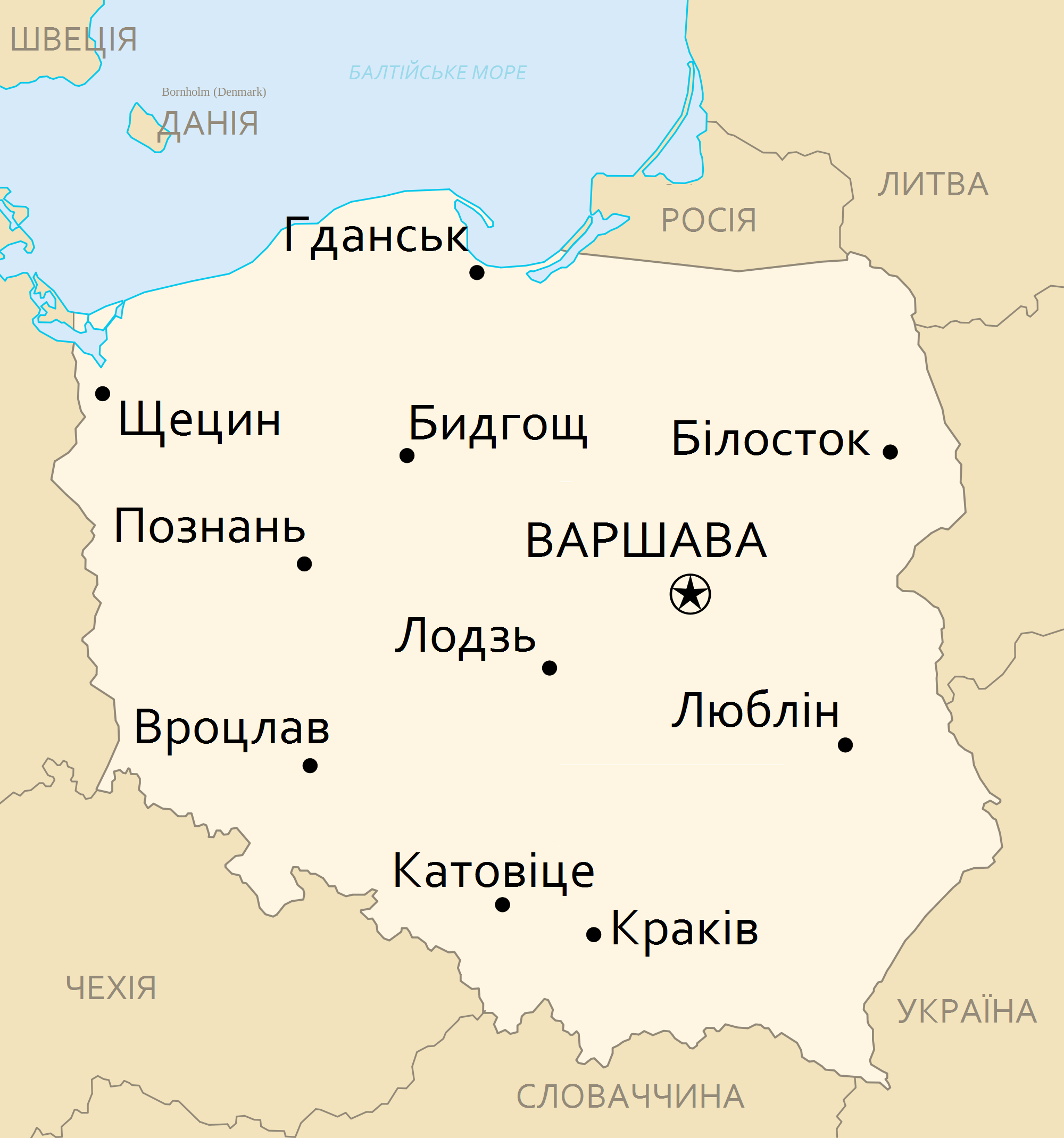
Мапа Польщі

Польща займає 9-те місце в Європі щодо площі й 8-ме щодо числа людності.
Довжина польського кордону складає 3511 км. З них 440 км припадає на морський кордон (лінія узбережжя Балтійського моря, що не править за лінію державного кордону, повинна бути 770 км). Польща межує з такими державами:
- на заході — з Німеччиною (467 км)
- на півдні — з Чехією (796 км) та Словаччиною — (541 км)
- на сході — з Україною (535 км) і Білоруссю (418 км)
- на півночі — з Литвою (104 км) і Калінінградською областю Росії (210 км)

З півночі на південь Польща простягається на 649 км, це 5° і 50' широти. Це створює відмінність у довжині дня між північною й південною частинами країни. Тому влітку на півночі день більш ніж на годину довший, ніж на півдні, а взимку — усе навпаки. Зі сходу на захід Польща простягається на 689 км, що становить 10° 02' довготи. Тому країна, перебуваючи в зоні Центрального часового поясу, має незначне відхилення в проміжку заходу та сходу сонця — між східною й південною частинами країни (як до пори року коливається в проміжку 10—20 хвилин).
Географічні координати крайніх точок Польщі:
- крайня південна точка — 49°00', пік Ополонек
- крайня північна точка — 54°50', Ястребова гора в гміні Владиславові
- крайня західна точка — 14°07', вигин річки Одера поблизу Осінова Долішнього
- крайня східна точка — 24°09', коліно Західного Бугу поблизу Зосіна

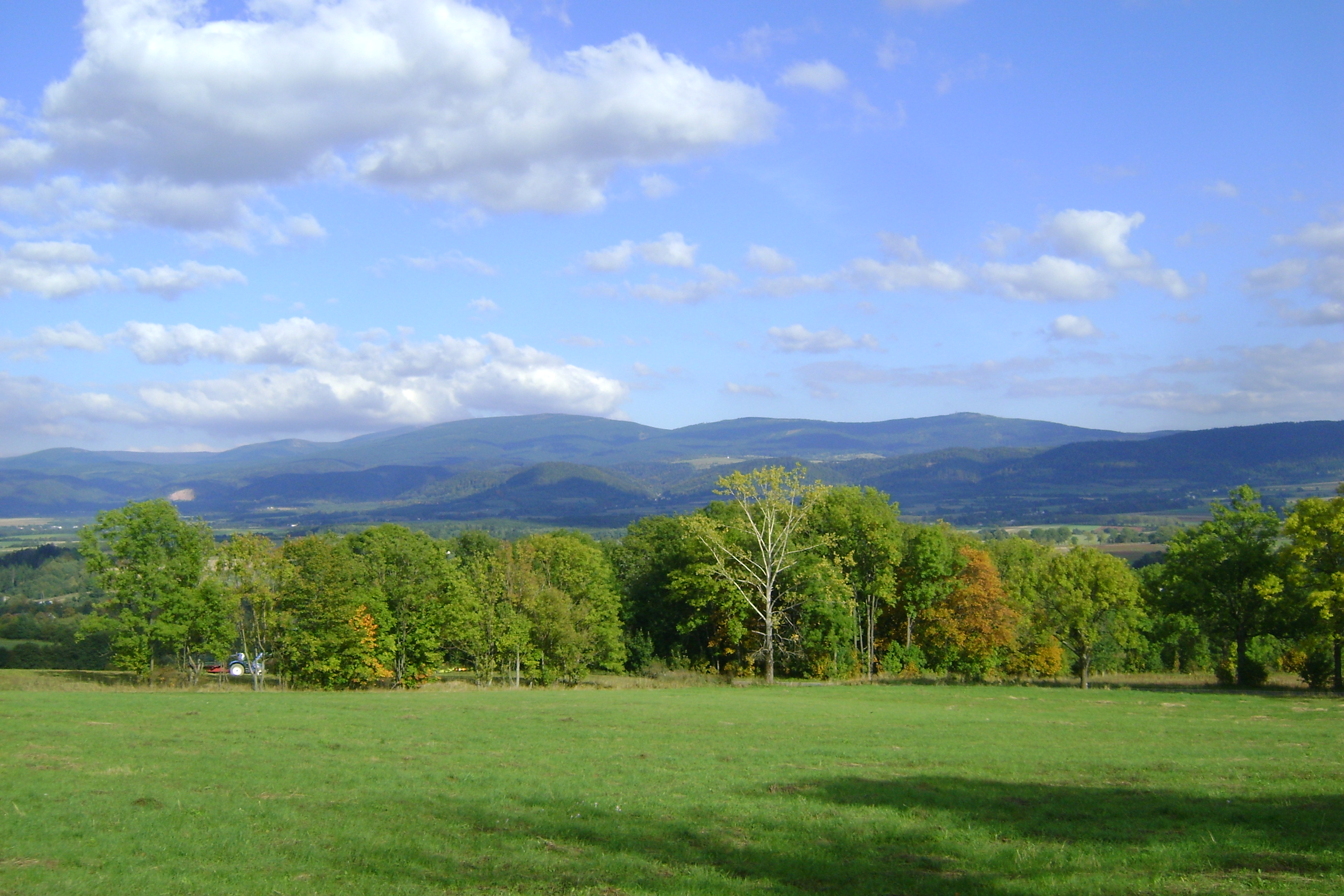
Судети

Геометричний центр Польщі — у селі Пйонтеку однойменної гміни, у Ленчицькому повіті Лодзинського воєводства.

### Клімат

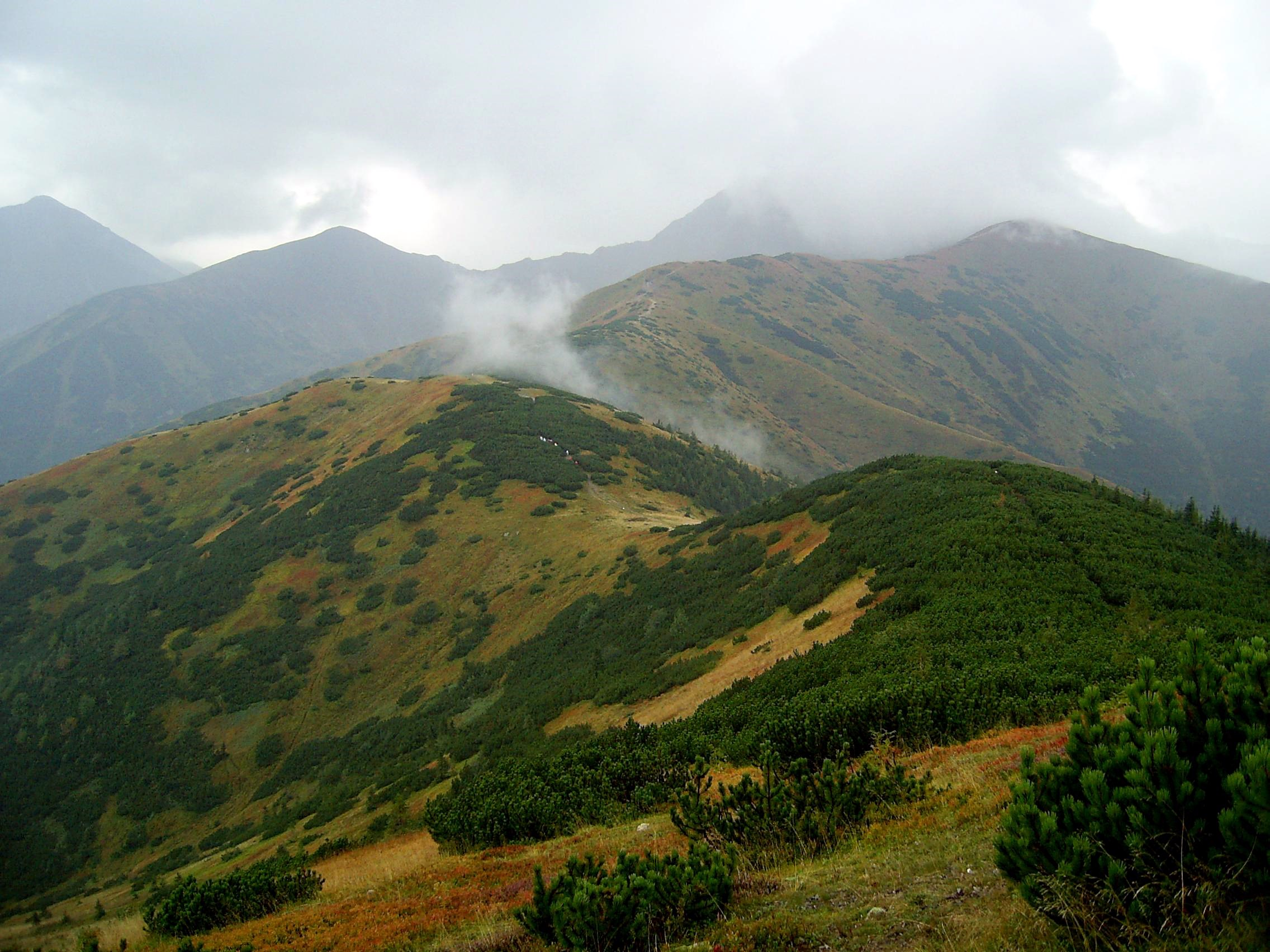
Татри

Польща лежить у зоні помірного клімату. У верхній частині Судетів і Карпат спостерігають ознаки гірського клімату. Середня літня температура — +17 °C, на узбережжі — до 19,3 °C в Нижній Сілезії просто коло Тарніва. Узимку приблизно від 0 °C Свіноуйсьце; −1 °C в Сілезькій низовині, воєводстві Любуському та балтійському узбережжі; −3 °C у Варшаві; нижче від −5 градусів у регіоні Сувалки. Середньорічна температура коливається від більш ніж 9 °C прямо під Вроцлавом, Легницею й Зеленою Гурою до 6 °C в регіоні Сувалки.
Річна кількість опадів — з 600 мм, найнижча близько 500 мм відмічена на Куяви, через багато озер у місцевості, а крім найвищих гірських місцин, було відмічено в середній частині узбережжя й на Сілезькій височині — близько 750—800 мм опадів на рік. Вегетаційний період держиться в середньому 180—190 днів на північному сході країни й до 235 днів у районі Слубіце, Глогува і Вроцлава.

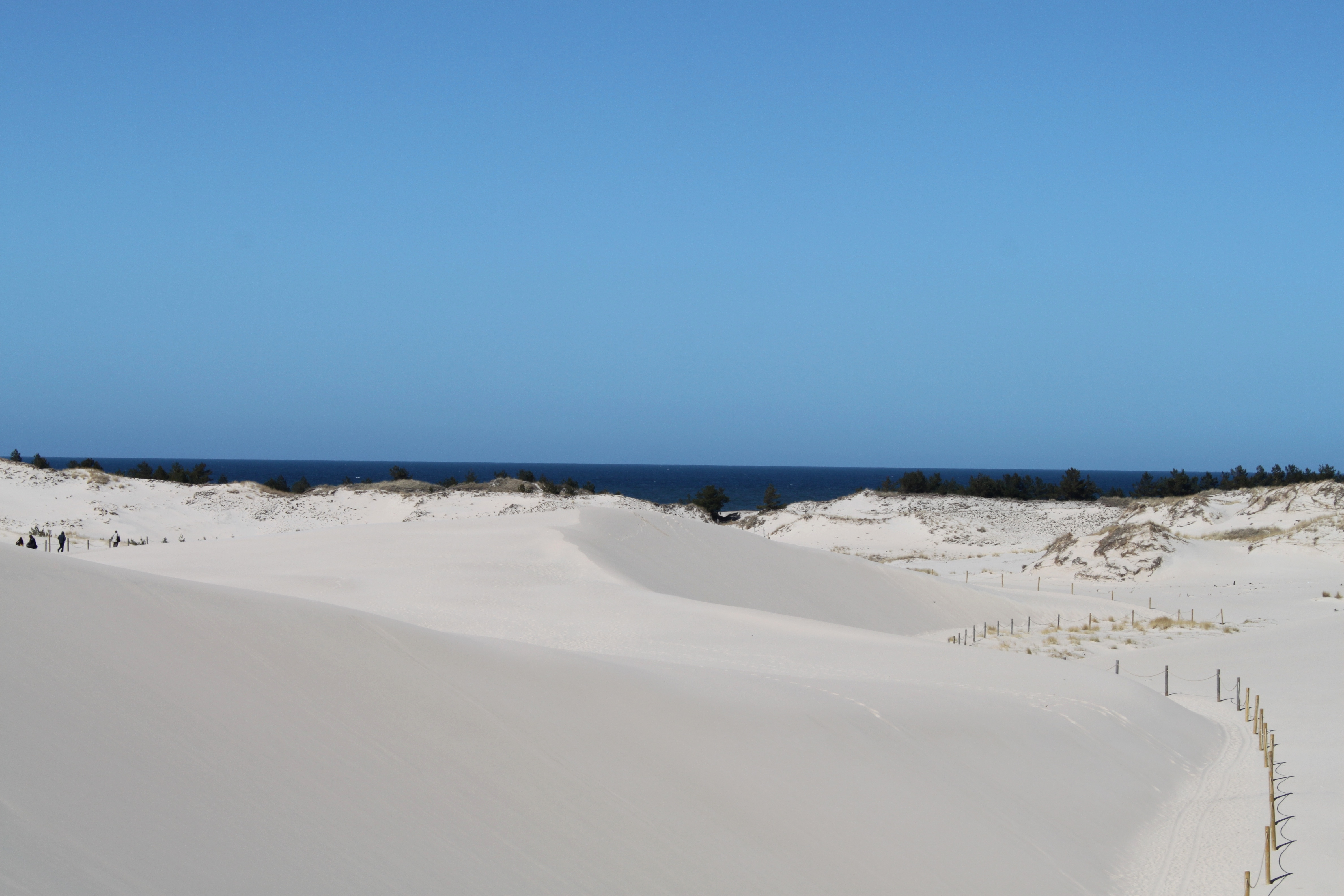
Словінський національний парк

Число днів зі сніговим покривом збільшується із заходу на схід країни. На Щецинській низовині, Любуських землях і Нижній Сілезії сніговий покрив лежить менш ніж 40 днів на рік, у центрі Польщі з 60 днів, а коло Сувалків — понад 100 днів. Спекотні дні з максимальною температурою понад 25 °C спостерігають нечасто — з квітня по вересень, іноді в жовтні.

### Рельєф, ґрунти
Докладніше в статтях: Географія Польщі, Сейсмічність Польщі

### Геологія й корисні копалини
Докладніше в статтях: Геологія Польщі, Корисні копалини Польщі
На території Польщі стикаються три основні тектонічні підрозділи:
- Докембрійська Східноєвропейська платформа (на сході й північному сході Польщі), що ще називають пониззям Східноєвропейської рівнини.
- Палеозойська платформа Центральної та Західної Європи (Позаальпійська Центральна Європа). З її осадового чохла формується підвищення каледонське та герцинське (Західні і Східні Судети, Свентокшиські гори).
- Молоді складчастості (Карпати з Підкарпатським воєводством).

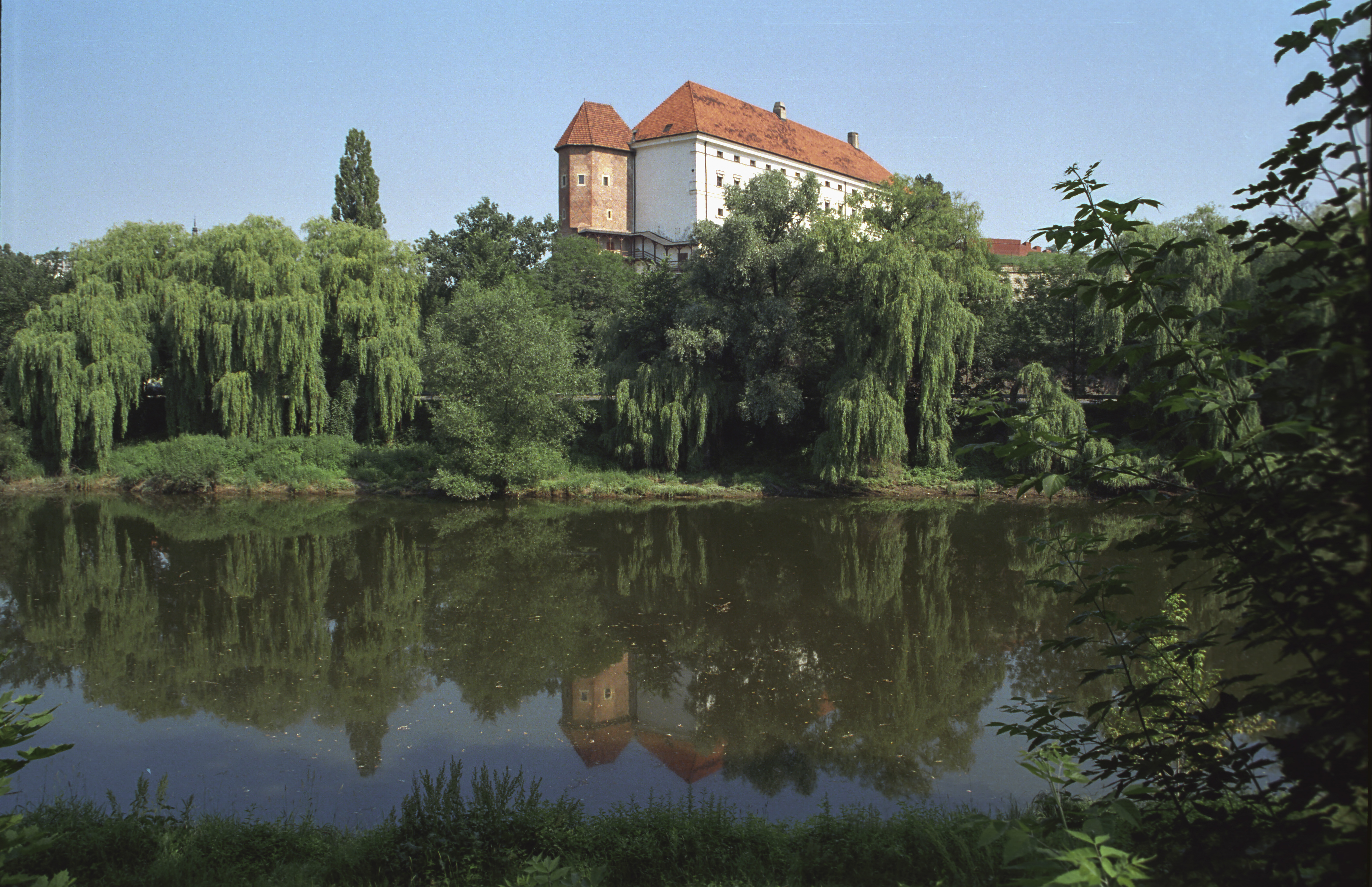
Вид на Віслу та замок у Сандомирі

### Гідрологія
Докладніше в статтях: Гідрогеологія Польщі

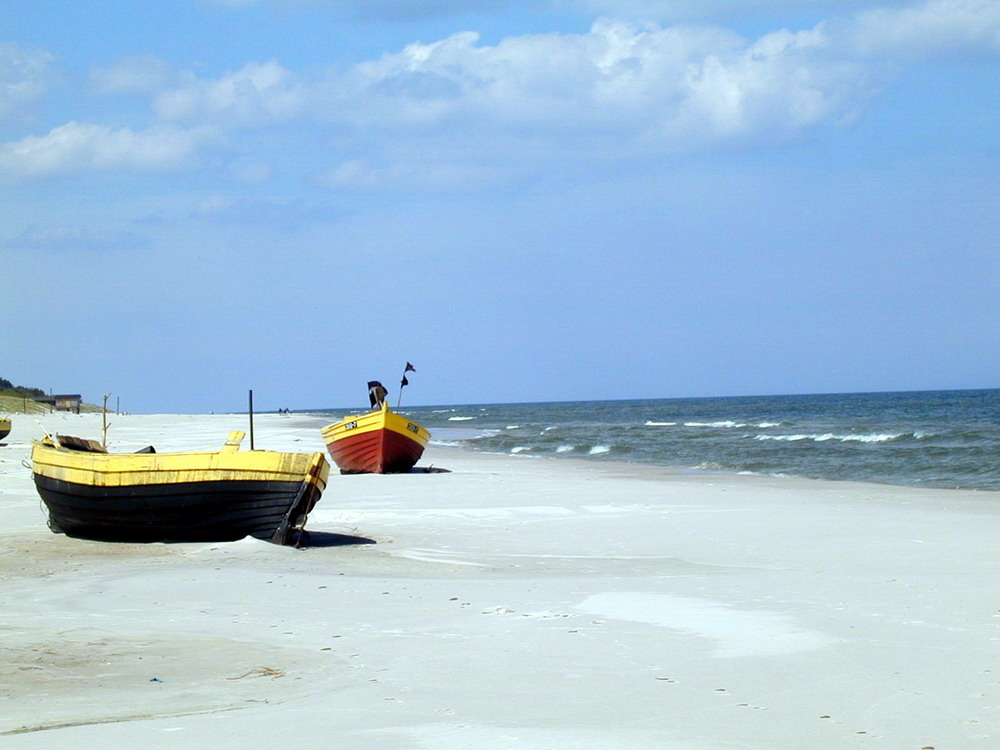
Вісла та Одер вливаються в Балтійське море.

#### Річки
Найдовші річки країни: Вісла (довжина — 1030 км); Одер, що править за частину західного кордону Польщі (854 км). Значні річки країни: Варта (808 км, притока Одри), Західний Буг (772 км), Сян (притока Вісли) (443 км).
Вісла та Одер вливаються в Балтійське море, як і численні малі річки в Померанії. Лина й Анграпа вливаються в Преголю, а Чарна Ганча — у Німан, що теж уливаються до Балтійського моря. Переважна більшість річок у Польщі течуть у напрямку до Балтійського моря, однак у польських Бескидах беруть свій початок верхні притоки річки Орава, що вливається у Ваг і несе потім свої води до Дунаю й Чорного моря. На краю Східних Бескидів беруть початок потоки, що вливаються в Дністер басейну Чорного моря.
Річками Польщі здавна плавали судна. Вікінги плавали по Віслі та Одеру в човнах. У середньовіччі й на початку Нового часу, коли Річ Посполита була житницею Європи, відвантаження зерна та іншої сільськогосподарської продукції вниз по Віслі до Гданська й далі до Західної Європи багато важило для цих земель.

#### Озера
Озера Польщі виникли з льодовиків (здебільшого, окрім гірських) та лежать головно в північній частині країни, згуртованих у так званих озерних краях. У Польщі налічують майже десять тисяч закритих водойм, що охоплюють понад 1 га (2,47 акри) кожне. Польща має багато озер (на одиницю площі). У Європі тільки Фінляндія має більшу щільність озер. Найбільші озера (з площею понад 100 квадратних кілометрів): Снярдви й Мамри в Мазурії, а ще Лебсько та Дравсько в Померанії. На додаток до цих озер є цілі озерні краї (у Вармінсько-Мазурському, Поморському, Любуському, Великопольському воєводствах). Ще є багато гірських озер у Татрах — наприклад, Морське Око. Найглибше озеро (понад 100 метрів завглибшки) — Ханьча в озерному краї Вігри, на схід від Мазурії в Підляському воєводстві.
Здавна народності, що населяли Польщу обживали озера, користуючись із них у народному господарстві та задля захисту. Серед перших таких археологічних знахідок є поселення у Великопольському озерному краї. У будинках на озерах у Біскупіне жило понад тисячу душ. Ці будинки були датовані VII ст. до н. е. й належали народностям Лужицької культури. Прабатьки теперішніх поляків будували перші фортеці на островах у навколишніх озерах. Так, легендарний князь Попель І нібито заклав залогу Крушвиця на озері Гопло. Перший історично засвідчений провідник Польщі, князь Мешко I, заклав палац на острові на річці Варті коло Познані й жив у ньому.

## Історія

### Започаткування держави
Польща як державне утворення склалась через консолідацію й сполучення західнослов'янських племен і племінних спілок у межиріччі Вісли й Одри під проводом племінного князівства полян із центром у м. Гнезні. У 2-й пол. IX ст. — 1-й пол. X ст. за князівської династії П'ястів держава дістала назву Польща, а її населення (трохи згодом) — збірну назву «поляки».

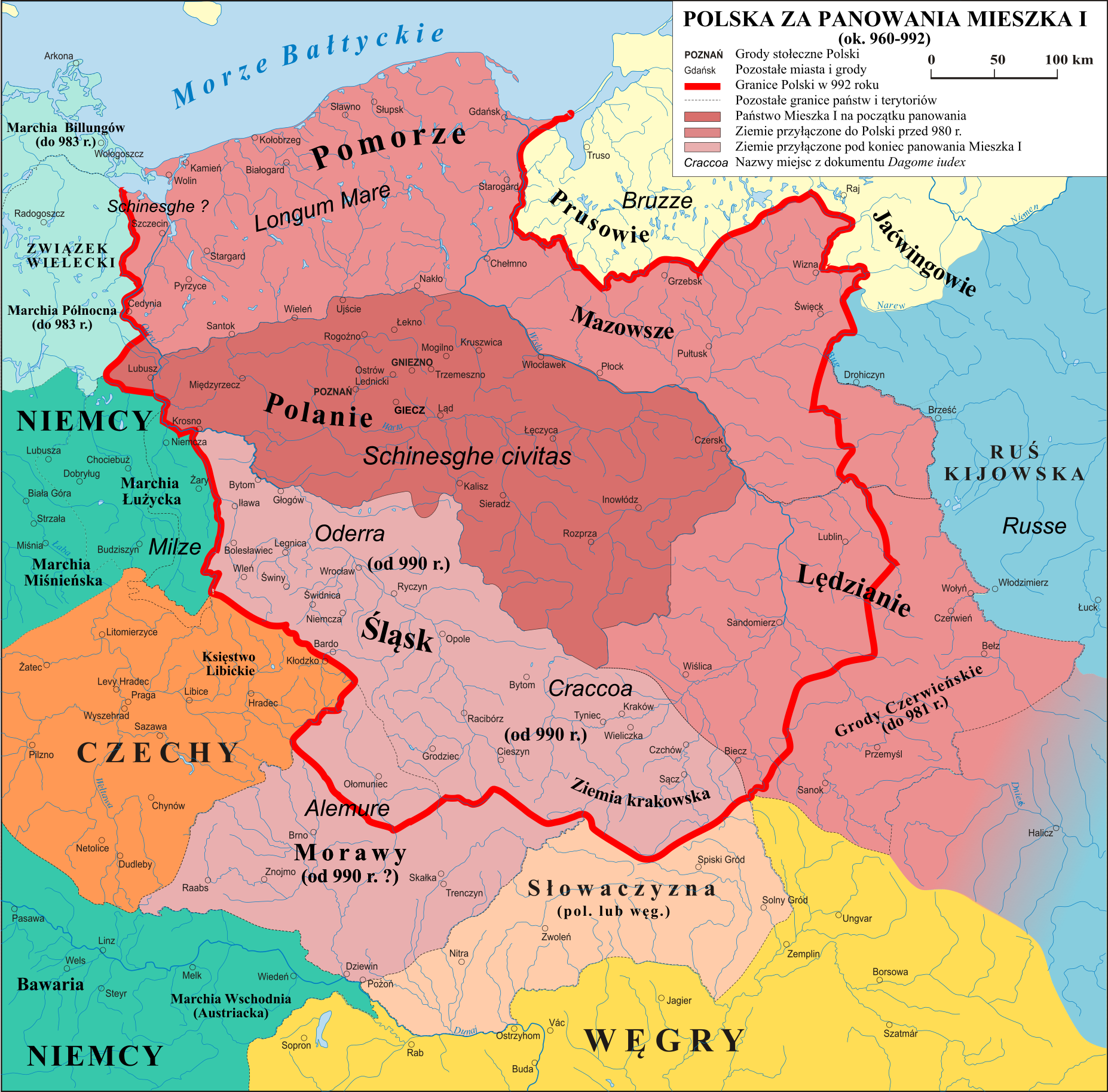
Польща у 960

Перший певний князь був Мешко I. За свого правління 966 він запровадив християнство. Мешко I і його наступник Болеслав I Хоробрий (967—1025) у боротьбі з німецькими володарями досполучали польські землі. На заході вони провадили боротьбу з Німецькою імперією за Помор'я, на півдні в конфлікті з Чехією долучили Силезію й Малопольщу із Краковом, на сході зіткнулися з об'єднавчими силкуваннями Київської Русі, що консолідувала східнослов'янські племена (Червенські гради та Перемишль переходили з рук у руки). У 1025 році Болеслава I Хороброго короновано, а державу названо Королівство Польське. Уживаючи княжого права, володар обкладав населення натуральними данинами та повинностями, сприяв розвитку ремесла, зміцнював укріплені центри — гроди. Потроху з князівської дружини склався стан земельних власників (можновладців) і лицарів-шляхти (владики). Селянство — кмети — підлягало тільки королю. Потреби державного управління спонукали створити провінції та їхній адміністративний апарат. Столицею було Гнезно, потім — Познань, а із серед. XI ст. — Краків.

Грюнвальдська битва

Після Болеслава I Хороброго розпочалась боротьба за трон між спадкоємцями, що збіглась із зміцненням можновладців і феод. лицарства. Через міжусобиці виникли численні дрібні князівства, а німецькі держави та балтійські племена прусси та ятвяги ще дужче захоплювали польські землі. Щоб здержати ятвягів, князь Конрад I Мазовецький у 1226 запросив на свої землі лицарів Тевтонського ордену, що незабаром, спільно з Орденом мечоносців, утворили свою державу й почали захоплювати землі із слов'янською та балтською людністю за допомогою імперії й папства. У середині XIII ст. монголо-татари спустошили землі, але їм не вдалось там закріпитись. Куявському князю Владиславу I Локетеку (1260—1333) вдалося всякими способами сполучити під своїм проводом більшість князівств і в 1320 році здобути корону. Його політику об'єднання й консолідації продовжив Казимир III Великий (1310—1370), який багато зробив для зміцнення влади: поділив країну на воєводства і каштелянії, справив грошову реформу, проводив активну зовнішню політику. Він був останнім з династії П'ястів. Йому вспадкував угорський король Людовік I Великий з Анжуйської династії (1326—1382), одружений із сестрою Казимира. Він щедро роздавав привілеї містам і шляхті, жадаючи зміцнити своє становище.

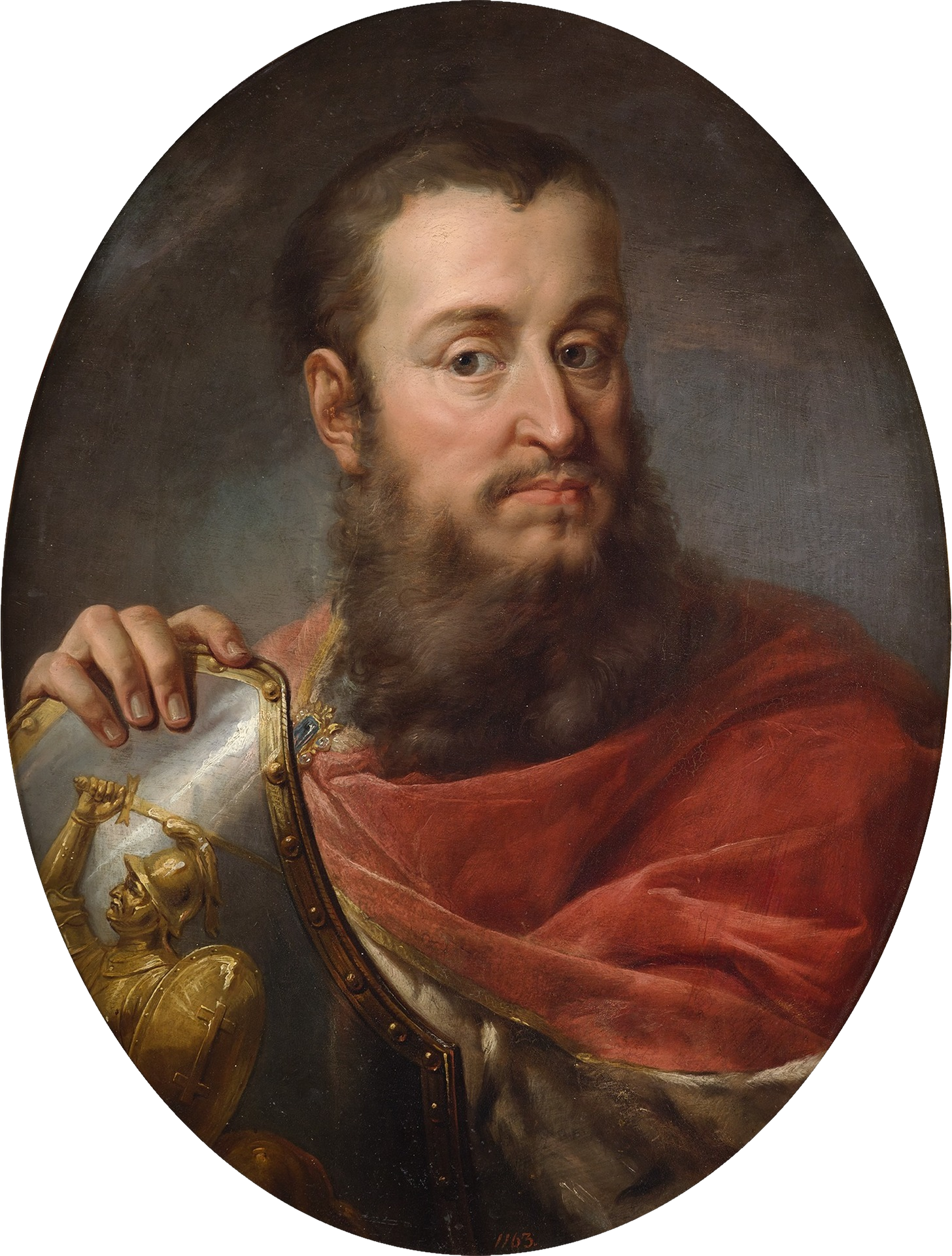
Владислав II Ягайло

Після його смерті Польща й Литва вклали Кревську унію (1385), а князь Ягайло, одружившись із донькою Людовіка I Великого Ядвігою, прийняв католицтво й під іменем короля Владислава II Ягайла (1362—1434) правив Польщею й Великим князівством Литовським, поклавши початок династії Ягеллонів. Під його проводом у липні 1410 польсько-литовська армія за допомогою загонів із Русі й Чехії завдала нищівної поразки військам Тевтонського ордену, що виступали в спілці з володарями 12 країн Європи під Грюнвальдом. Ця поразка й наступна Тринадцятирічна війна геть зламали позиції ордену й дали можливість долучити до Польщі Східне Помор'я, частину Пруссії та вийти до Балтійського моря. Владислав II Ягайло та його наступники далі боролись із німцями на заході, але водночас дедалі більшу увагу звертали на схід. У 15 ст. поляки спілкували у відсічі турецьким завойовникам, Ягеллони сиділи на престолах Чехії та Угорщини. Усередині країни королі давали все нові й нові привілеї шляхті — поміж інших Нешавський привілей 1454 короля Казимира IV Ягеллончика фактично підпорядковував королів шляхті. У 15 ст. постала станово-представницька монархія. У 1505 король Олександр запровадив збірку законів — Радомську конституцію (Nihil Novi), що обмежувала королівську міць на користь магнатів і шляхти й забороняла королям запроваджувати будь-які зміни в державі без згоди вального сейму.

### Річ Посполита Обох Націй

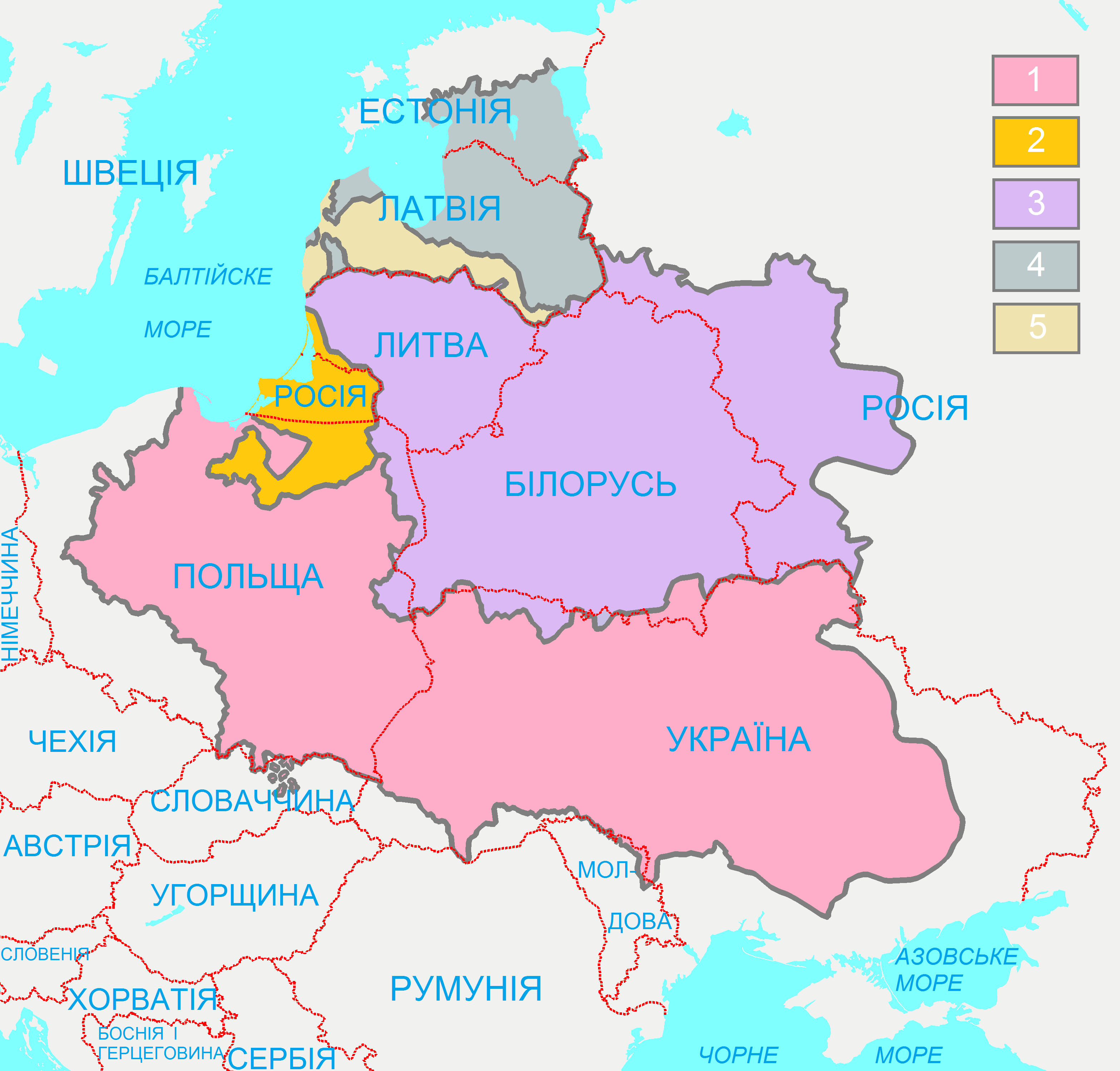
Річ Посполита в часи своєї могутності в 1639—1642 роках, на тлі сучасних держав:
Польща
Литва
Пруссія – ленні землі Польщі
Лівонія – залежні землі Польщі й Литви
Курляндія — ленні землі Польщі й Литви

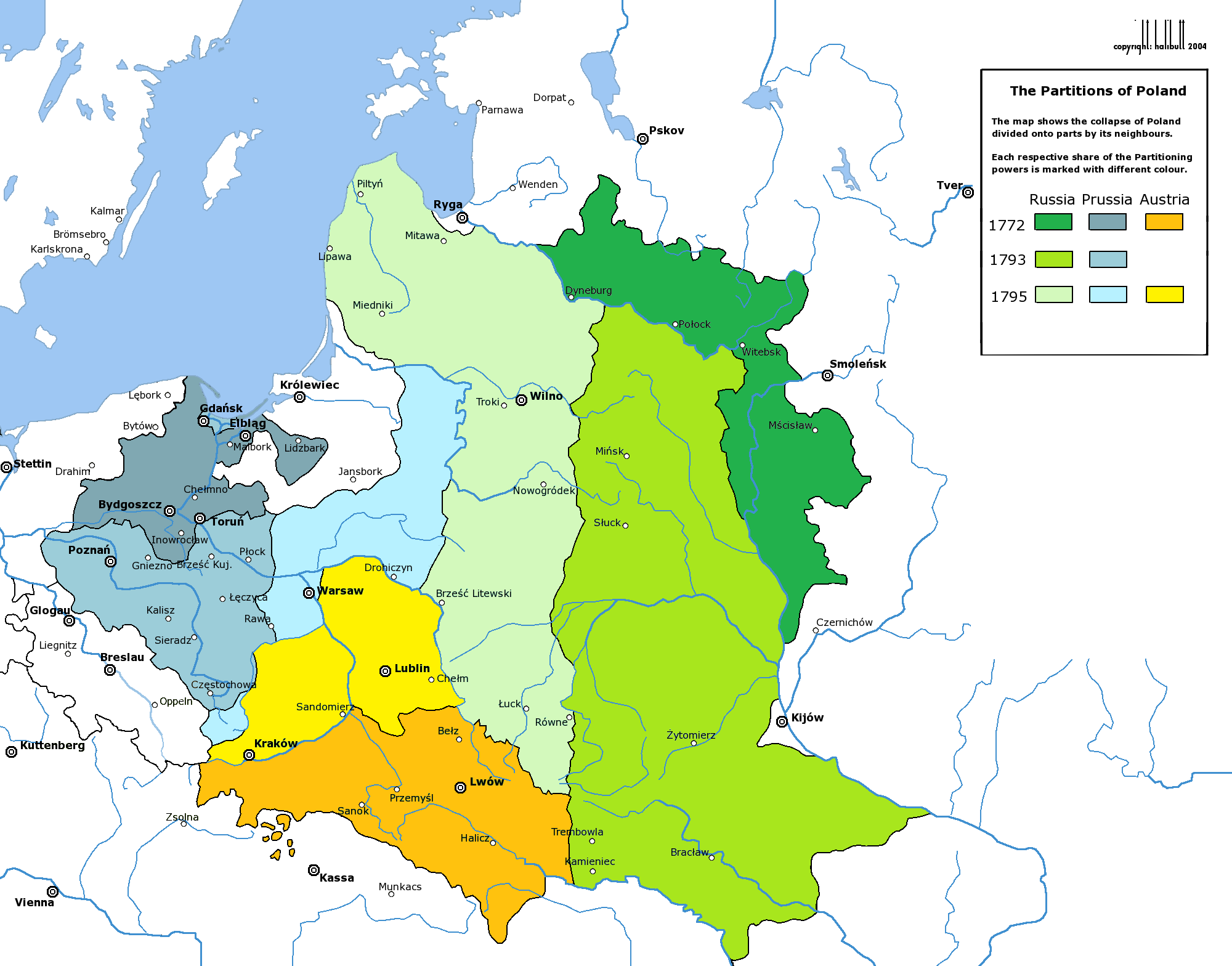
Три поділи Речі Посполитої

У XVI ст. Польща досягла найбільшої могутності й авторитету. За Люблінською унією Королівство Польське і ВКЛ об'єдналися в Річ Посполиту Обох Націй. Зі смертю короля Сигізмунда II Августа (1520—1572) ягеллонська династія припинилася. Цим скористалася шляхта, обравши королем Генріха Валуа (1551—1589; майбутнього короля Генріха III), який на її вимоги підтвердив і навіть розширив права й привілеї шляхти, але пробув на троні короткий час. Лад, що склався в XVI ст., отримав назву «шляхетської демократії»; він надавав магнатам і шляхті виняткові права в управлінні державою, але створював небезпеку анархії та свавілля шляхетських угруповань. Семигородський князь Стефан Баторій (1533—1586) намагався посилити королівську владу. Але наступний король із династії Ваза Сигізмунд III (1566—1632) вже виконував волю магнатських угруповань. Водночас 16 ст. вважають «золотим віком» культури: у цей час поширилися ідеї європейського Відродження і Реформації, Католицька церква ініціювала контрреформаційні кроки.
Зовнішня політика була звернена на схід, де вони натрапили на зростаючі впливи Москви: упродовж XVI ст. відбулося 6 війн між суперниками, з яких найбільш виснажливою була Лівонська війна. На поч. XVII ст. польс. війська здобули кілька перемог над ще одним претендентом на Балтику — Швецією, активно втручались у справи Московії під час Смутного часу. Проте в XVII ст. становище Речі Посполитої значно погіршилося: королі з династії Ваза (Владислав IV, Ян II Казимир), а потім і «власні» володарі Міхал-Корибут Вишневецький та Ян III Собеський (1626—1696) були змушені підпорядковуватися різним магнатським угрупованням і партіям, які виступали під гаслами збереження «золотої вольності», використовували право одностайності при прийнятті рішень у вальному сеймі («ліберум вето») і право створення конфедерацій проти короля. Військові успіхи Яна III Собеського проти Туреччини (перемога у Віденській битві 1683) не спричинили зміцнення його влади, а за короля саксонської династії Веттінів Августа II Фридерика Сильного (1697—1733) боротьба між магнатськими таборами досягла апогею. Польща була змушена постійно стримувати експансію Османської імперії, на сході тривали суперечки з Московським царством за Смоленщину, на півночі довелося поступитися Інфлянтами/Ліфляндією на користь шведів. У 1648 році вибухнуло повстання козаків. У 1655 році польські землі були окуповані шведами («Потоп»), а король Ян II Казимир Ваза втік у Силезію. Регіментареві С. Чарнецькому вдалося витіснити шведів у Помор'я, але бранденбурзький курфюрст і прусський герцог Фрідріх-Вільгельм Гогенцоллерн скористався моментом, щоб відокремити Пруссію від Речі Посполитої. Московсько-польські конфлікти та війни закінчились Андрусівським договором (перемир'ям) 1667 року, за яким східні землі були поділені між Польщею і Москвою, а згодом — «Вічним миром» 1686-го, що дав змогу Речі Посполитій взяти участь у тривалих війнах із Туреччиною. Новий король (і саксонський курфюрст) Август II Фридерик Веттін (з 1697-го) втягнув країну в Північну війну 1700—1721 проти Швеції. Шведські війська, захопивши частину території, сприяли обранню на трон молодого магната Станіслава Лещинського, але після Полтавської битви 1709 року змушені були залишити Польщу.

### Втрата незалежності

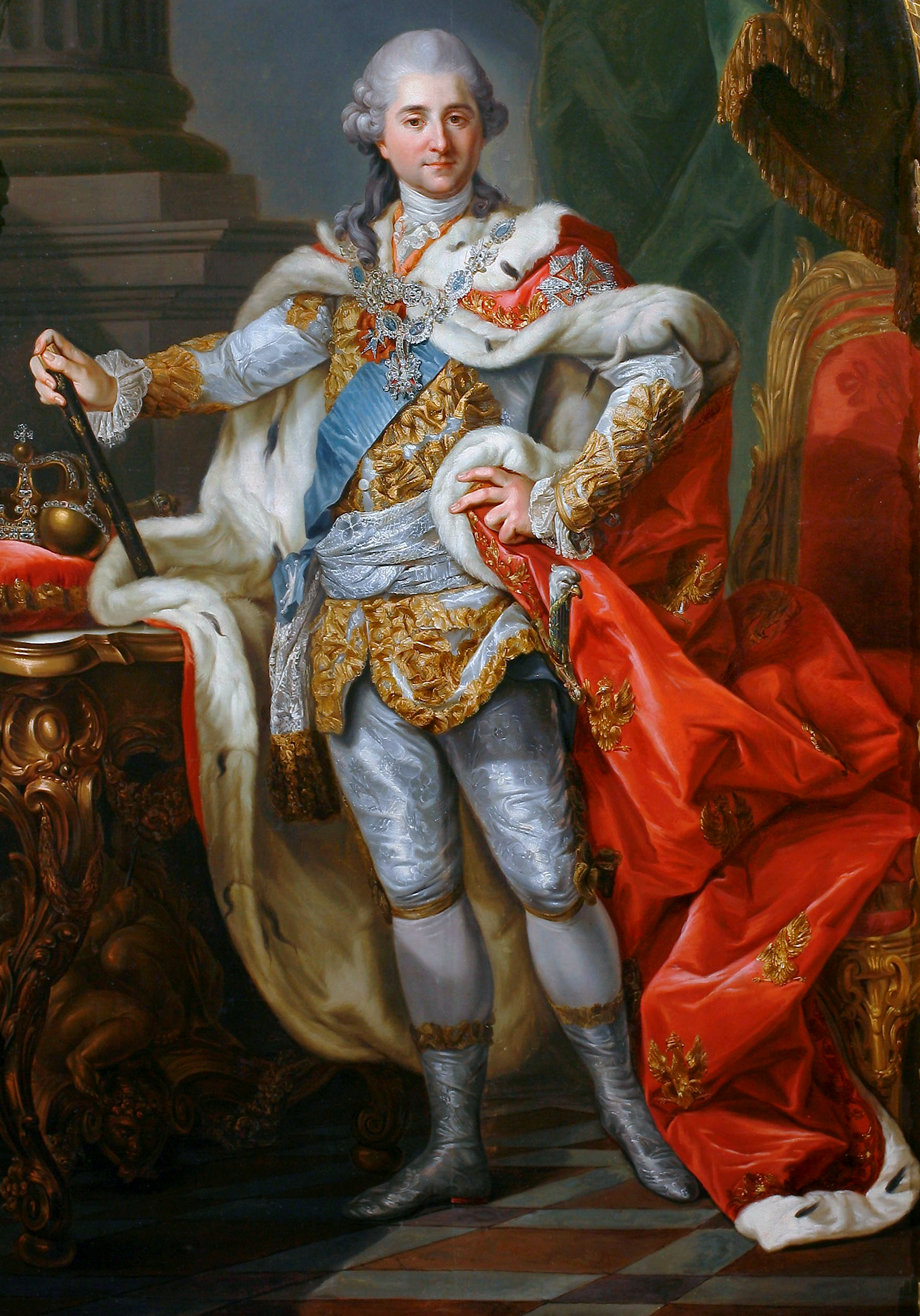
Станіслав Август Понятовський

За часів короля Августа III Веттіна (1733—1763) знову посилилася боротьба магнатських угруповань, які залучали на свою підтримку сусідні держави, насамперед Росію та Пруссію, що втручалися у внутрішні справи Речі Посполитої. За наполяганням імператриці Катерини II у 1764 королем було обрано прихильника реформ Станіслава-Августа Понятовського (1732—1798). Його спроби розпочати реформи викликали спротив магнатів, очолюваних князем К.-С. Радзивіллом, які при підтримці Росії утворили Барську конфедерацію. В умовах зростання боротьби і втручання в неї сусідів за ініціативою Пруссії у 1772 році було здійснено 1-й поділ земель Речі Посполитої між 3-ма монархіями — Пруссією, Австрією і Росією; за ним у Речі Посполитої було забрано Помор'я, Куяви, частину Великопольщі, Малопольщу, Галичину, Східну Білорусь. У 1773—1792 королю і прибічникам реформ вдалося здійснити низку істотних змін, які зміцнили державу. Чотирирічний сейм за ініціативою патріотично налаштованих реформаторів ухвалив Конституцію Речі Посполитої Третього травня 1791, яка запроваджувала конституційну монархію, особисті свободи та рівні права всіх громадян. Консервативні шляхетські кола утворили Торговицьку конфедерацію й закликали на допомогу російську армію. Втручання сусідів призвело до 2-го поділу земель Речі Посполитої, затвердженого сеймом у Гродні: від неї відійшли вся Великопольща, Мазовія, східні землі. Відповіддю на це стало повстання під проводом Тадеуша Косцюшка (1746—1817), у якому взяли участь патріотична шляхта, міщани та частина селян. Російські війська під проводом Олександра Суворова жорстоко придушили повстання, а у 1795 році Росія, Австрія та Пруссія здійснили 3-й поділ Речі Посполитої, після чого вона припинила державне існування.

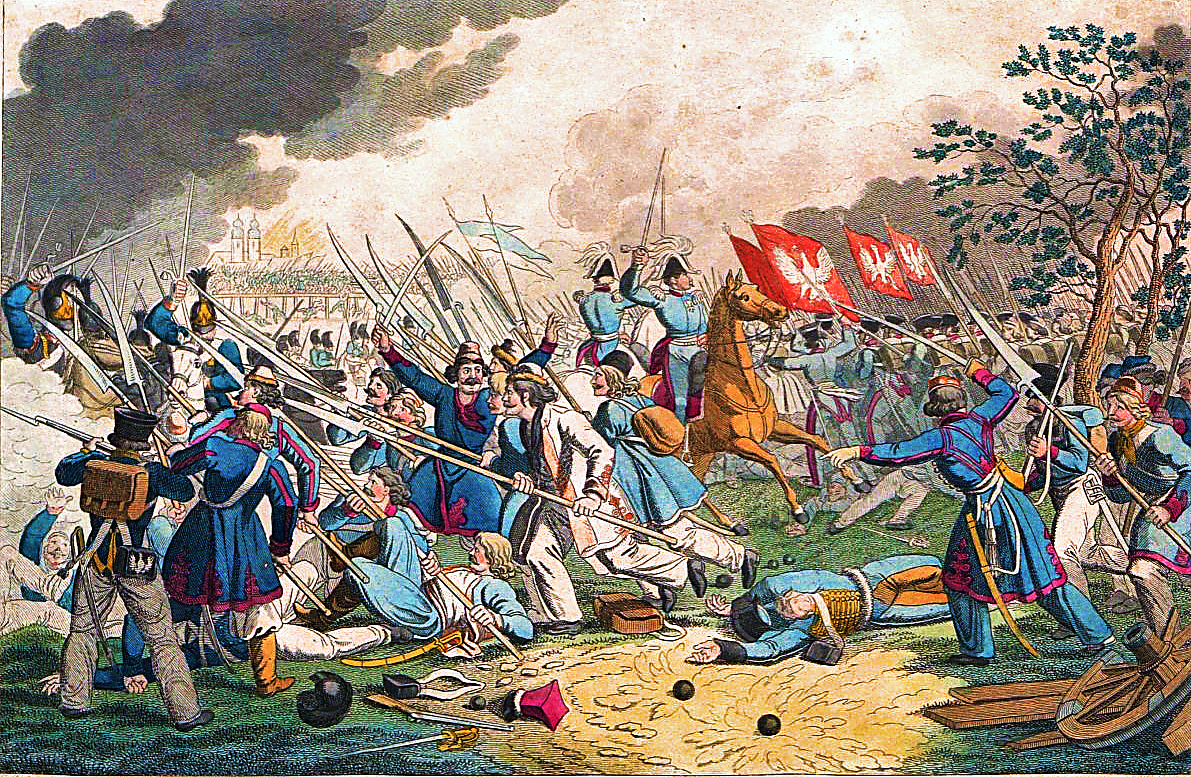
Листопадове повстання (1830—1831)

Втрата незалежності спонукала польське суспільство до розгортання боротьби, рушійною силою якої стала патріотична шляхта. У 1797 році генерал-поручник Я.-Г. Домбровський (1755—1818) почав створення легіонів польських під егідою Наполеона Бонапарта. У 1807 після розгрому Пруссії Наполеон I Бонапарт проголосив на частині земель Варшавське князівство (герцогство) під своїм протекторатом і «дарував» йому Конституцію — «Кодекс Наполеона». На Віденському конгресі 1814—1815 рр. польські землі були переділені — Варшавське князівство перейшло до Росії під назвою Королівство Польське на засадах персональної унії монарха (Олександр I став королем Польщі). Королівству було надано Конституцію (1815), яка надавала певну автономію в межах імперії — сейм, уряд, армію, польську мову, свободи. Царська адміністрація не дотримувалася засад Конституції, втручалась у внутрішні справи Королівства. Це спричинило нове пожвавлення визвольного руху. 29 листопада 1830 року поляки під проводом П. Висоцького розпочали у Варшаві повстання проти царизму, до якого приєдналися патріотично налаштовані шляхта і міщанство. Було створено Національний уряд на чолі з аристократами). Повстання було остаточно придушене у вересні 1831 року. Поляки також взяли активну участь у революційних подіях 1848—1849 років в Угорщині, Німеччині, Італії, Франції та ін., а «польське питання» стало для демократичних сил континенту символом боротьби з імперським деспотизмом, консервацією застарілих суспільних відносин і поступу по шляху реформ. У січні 1863 року розпочалося чергове повстання. Тимчасовий повстанський уряд оголосив про скасування панщини та наділення селян землею, запровадження свобод і рівних прав, відбудову Речі Посполитої рівноправних народів. Царизм кинув на придушення повстання значні військові сили, здійснив селянську реформу в Королівстві (1864), використав міжнаціональні суперечності між поляками, українцями, білорусами та литовцями і навесні 1864 придушив польське повстання 1863—1864, піддав жорстоким репресіям його учасників.

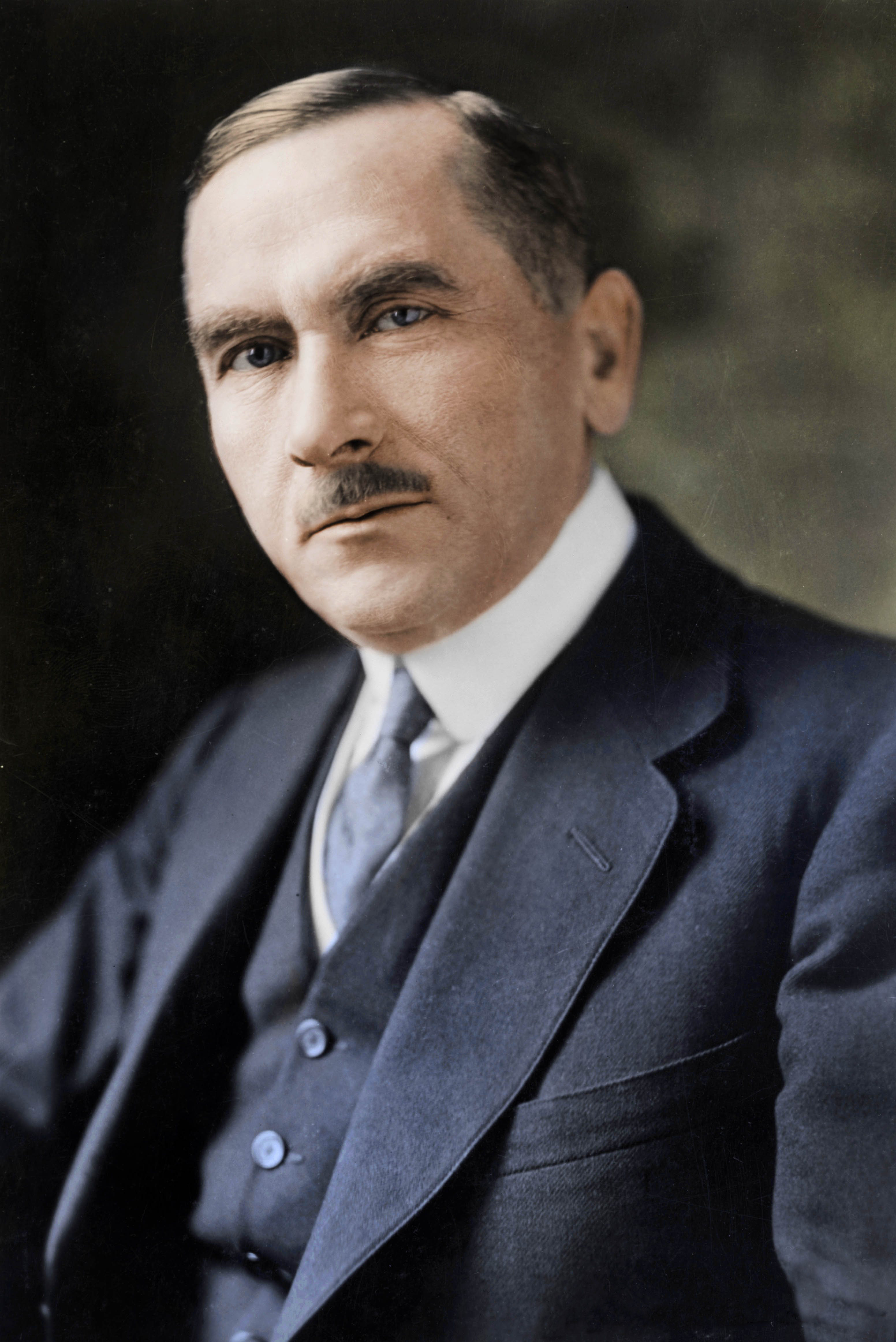
Роман Дмовський виступав за створення мононаціональної польської держави.

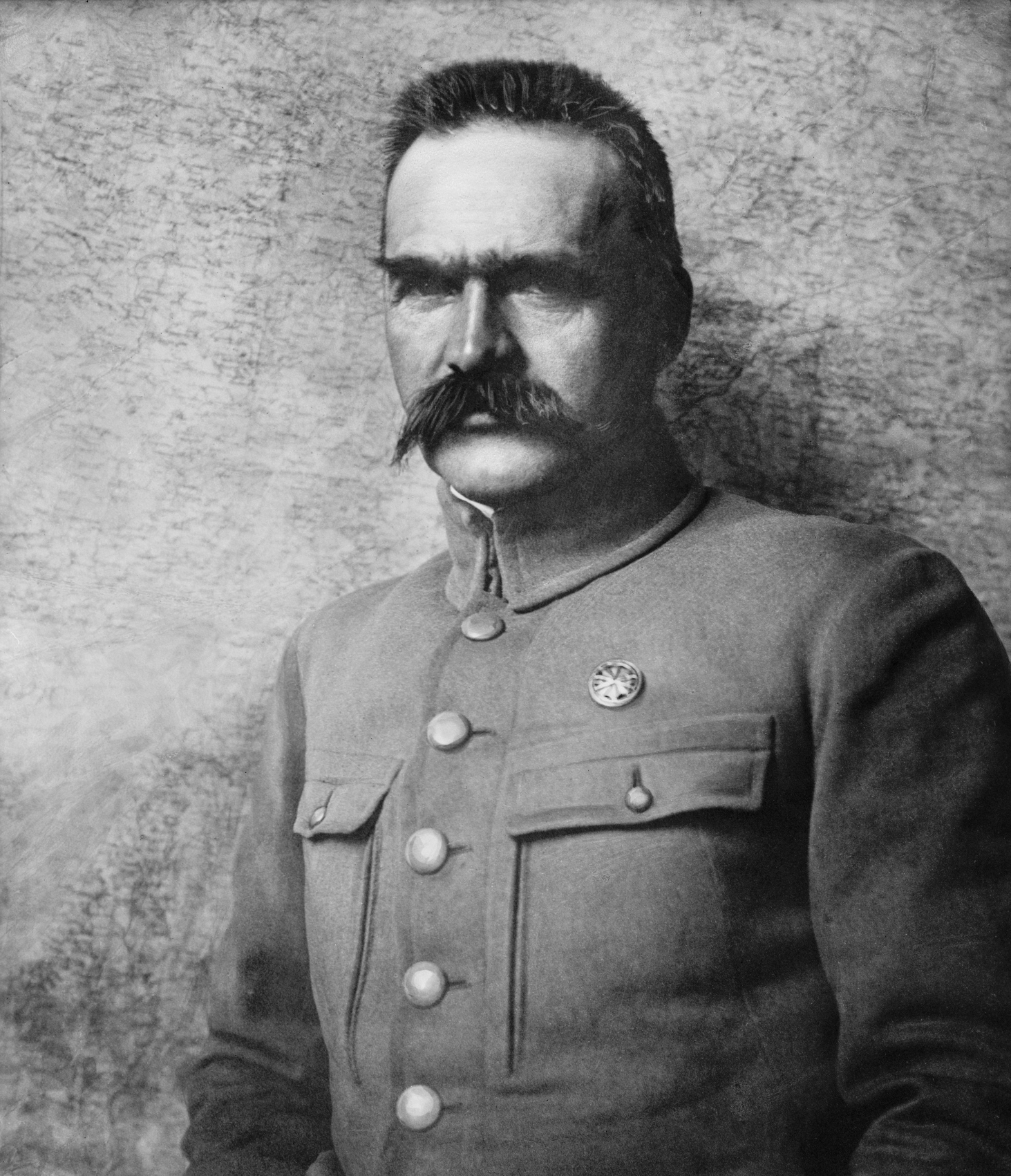
Юзеф Пілсудський у 1920

На початку 20 ст. перспектива майбутнього збройного конфлікту на континенті активізувала діяльність польських політичних сил. Парламентські системи в західноєвропейських країнах, а також у Німеччині та Австро-Угорщині створювали сприятливі умови для нац. консолідації. Революція 1905—1907 в Росії захопила також польські землі. Найбільшого розмаху емансипаційний рух поляків набув у Королівстві Польському, де демонстрації та страйки охопили ширші верстви населення, які виступили з вимогами, привели до повстання робітників Лудзі в червні 1905 року. Революційні події 1917 року в Росії поставили на порядок денний питання про утворення незалежної Польщі. На Заході було створено Польський національний комітет на чолі з Романом Дмовським (1917), визнаний країнами Антанти; в окупованому німцями Королівстві Польському почали діяти Регентська рада і уряд (Я. Кухажевський). Ідея незалежності Польщі знайшла відображення в документах російського Тимчасового уряду, більшовицької РНК, посланні президента США Вудро Вільсона до конгресу США («14 пунктів»), документах Антанти. Восени 1918 польські політичні сили утворили низку державних осередків — Польську ліквідаційну комісію в Кракові, Регентську раду та уряд у Варшаві, Тимчасовий народний уряд у Любліні, Польську раду Тєшинського князівства та ін., що прагнули опанувати владу на всіх землях проживання поляків. 11 листопада 1918 року до Варшави прибув Юзеф Пілсудський, який, спираючись на своїх прихильників серед військових та лівих партій, проголосив відновлення Польщі, став її тимчасовим керівником і призначив уряд на чолі із соціалістом Є. Морачевським. Але в січні 1919 він був змушений погодитися на зміну уряду, який очолив І. Падеревський. Щоб зменшити соціальне напруження і поширення соціалістичних ідей, уряд ухвалив низку декретів, які гарантували демократичні свободи, 8-годинний робочий день, соціальне страхування. Найскладнішою проблемою відновленої держави була справа її кордонів, що залежали від волі країн Антанти і можливостей розширити державну територію силовим шляхом. Після підписання Варшавського договору (1920) з Директорією Української Народної Республіки Пілсудський розпочав війну з РСФРР, що тривала до осені, змусила поляків напружити всі сили («диво на Віслі») і завершилась укладенням у березні 1921 року Ризького мирного договору між РСФРР і УСРР та Польщею, за яким західноукраїнські та західнобілоруські землі залишилися за Польщею. За Версальським мирним договором до Польщі була приєднана Познанщина і частина Помор'я з вузьким виходом до Балтики; порт Данциг отримав статус вільного міста. У Верхній Силезії, Вармії та Мазурах мали відбутися плебісцити, що проводилися в період польсько-радянської війни й дали можливість приєднати до Польщі тільки незначну частину їхніх територій. Тільки внаслідок 3-х силезьких повстань (1919—1921) союзні держави погодилися з передачею Польщі 1/3 Верхньої Силезії. У жовтні 1920 польські війська зайняли Віленський край. Новостворена держава стала багатонаціональною, де національні меншини становили понад 31 % населення.

### Друга Польська Республіка

Друга Республіка

У січні 1919 року відбулися перші вибори до законодавчого сейму, що у березні 1921 року затвердив Конституцію Республіки Польщі, запровадив парламентський лад. За першого президента в грудні 1922 року обрано Г. Нарутовича, що за тиждень загинув від руки фанатика-ендека, а на його місце обрано людовця С. Войцеховського. Урядові В. Грабського вдалось провести у 1923—1924 рр. низку реформ, що допомогли всталити економіку. Боротьба за зверхність закінчилась державним переворотом у травні 1926 року, коли з допомогою армії Юзеф Пілсудський встановив режим «санації» (оздоровлення). Пілсудчики провели через сейм нову Конституцію. Після смерті Пілсудського (1935) його спадкоємцям на чолі з маршалом Е. Ридз-Смігли вдалось зберегти владу. У зовнішній політиці польські провідники дотримувалися тактики «рівноваги сил» між східним і західним сусідами. Однак, коли в серпні 1939 року підписали угоду про ненапад між гітлерівською Німеччиною та сталінським СРСР обидва сусіди 1 й 17 вересня 1939 вдерлись до Польщі, поклавши початок Другій світовій війні. Дарма що Велика Британія та Франція мали оборонну спілку з Польщею, вони не змогли справдити правових, дипломатичних, військових та моральних обіцянок польській нації та втрутитись в сутичку. Це стало відомо як «Західна зрада».

### Друга світова війна

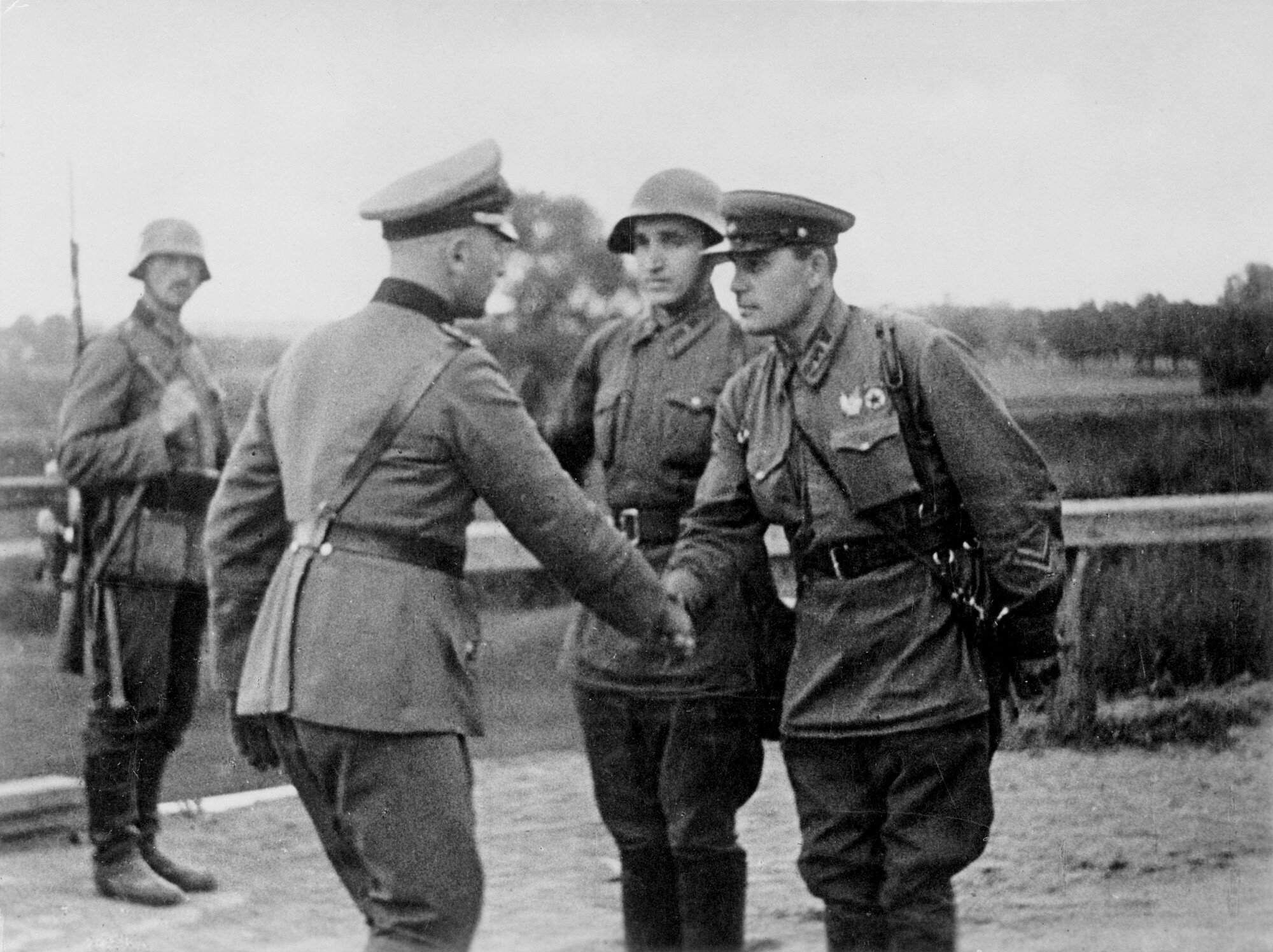
Німецький та радянський офіцери потискають руки під час зустрічі військ союзників

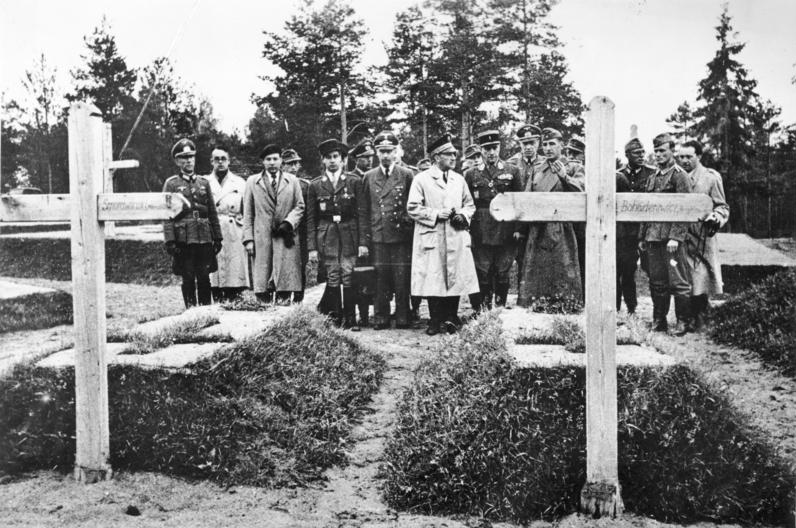
Могили польських військовиків у Катині

Західноукраїнські та західнобілоруські землі ввійшли до складу відповідних радянських республік України та Білорусі, у них було проведено репресії та депортації польських громадян, учасників місцевих визвольних рухів. Частина інтернованих польських офіцерів (14,5 тис.) за рішенням вищого сталінського керівництва була у 1940 році розстріляна в Катині (під Смоленськом; див. Катинський розстріл 1940), таборах і в'язницях Харкова (страти польських офіцерів у Харкові) й Твері. Окуповані Німеччиною землі Польщі були поділені: західні терени й Силезія включені до складу Третього рейху, на східних створено Генеральну губернію під німецьким керівництвом.
У великих містах окупаційною владою створювались єврейські гетто, куди зганялося все єврейське населення міста і околиць. Найбільше гетто було створено у Варшаві — у ньому містилося до 480 000 євреїв. Створювалися табори смерті, систематичне знищення євреїв Польщі отримало назву «Операція Рейнхард». Кількість жертв таборів смерті точно не встановлена, за оцінками «Енциклопедії Голокосту», загинуло до 3 мільйонів польських євреїв.
Втрата незалежності, окупаційна політика, пограбування національних багатств, репресії й терор проти населення спричинили виникнення руху Опору. У Франції було сформовано еміграційний уряд на чолі з генералом Владиславом Сікорським (1881—1943), який із 1940 діяв у Лондоні (Велика Британія), створювалися польські збройні формування на Заході. В окупованій Польщі виникли підпільні структури, підпорядковані лондонському урядові — Делегатура і Армія Крайова, підпільні структури різних політичних таборів — людовців (Батальйони хлопські), націоналістів (Народові збройні сили), комуністів (Гвардія Людова) та ін. Після нападу гітлерівської Німеччини на СРСР лондонський уряд 30 липня 1941 підписав із СРСР договір про спільну боротьбу проти гітлерівців у рамках Антигітлерівської коаліції, за яким на терені СРСР створювалася польська армія під проводом генерала Андерса.

Лінія Керзона

Однак від самого початку між сторонами виникли суперечності, які змусили польське керівництво вивести польську армію на Близький Схід. Після цього Москва взяла курс на консолідацію комуністичного табору в окупованій Польщі, створила в 1942 році залежну від себе Польську робітничу партію, а згодом — підпільну Крайову раду народову (КРН) та Армію Людову (АЛ). З числа польських емігрантів 1943 р. в Москві було сформовано Союз польських патріотів (СПП) на чолі з В. Василевською і 1-шу Польську армію. Навесні 1943 уряд СРСР розірвав відносини з польським лондонським урядом під приводом «фальсифікації» останнім Катинської справи. На міжнародних конференціях у Тегерані і Ялті союзники погодилися з ультимативними вимогами голови РНК СРСР Йосипа Сталіна встановити східний кордон післявоєнної Польщі по «межі Керзона», а західний — по Одрі і Нисі Лужицькій (притока Одри); відповідно Помор'я та Пруссія відходили до складу Польщі, а західноукр. та західнобілорус. землі залишалися у складі СРСР.

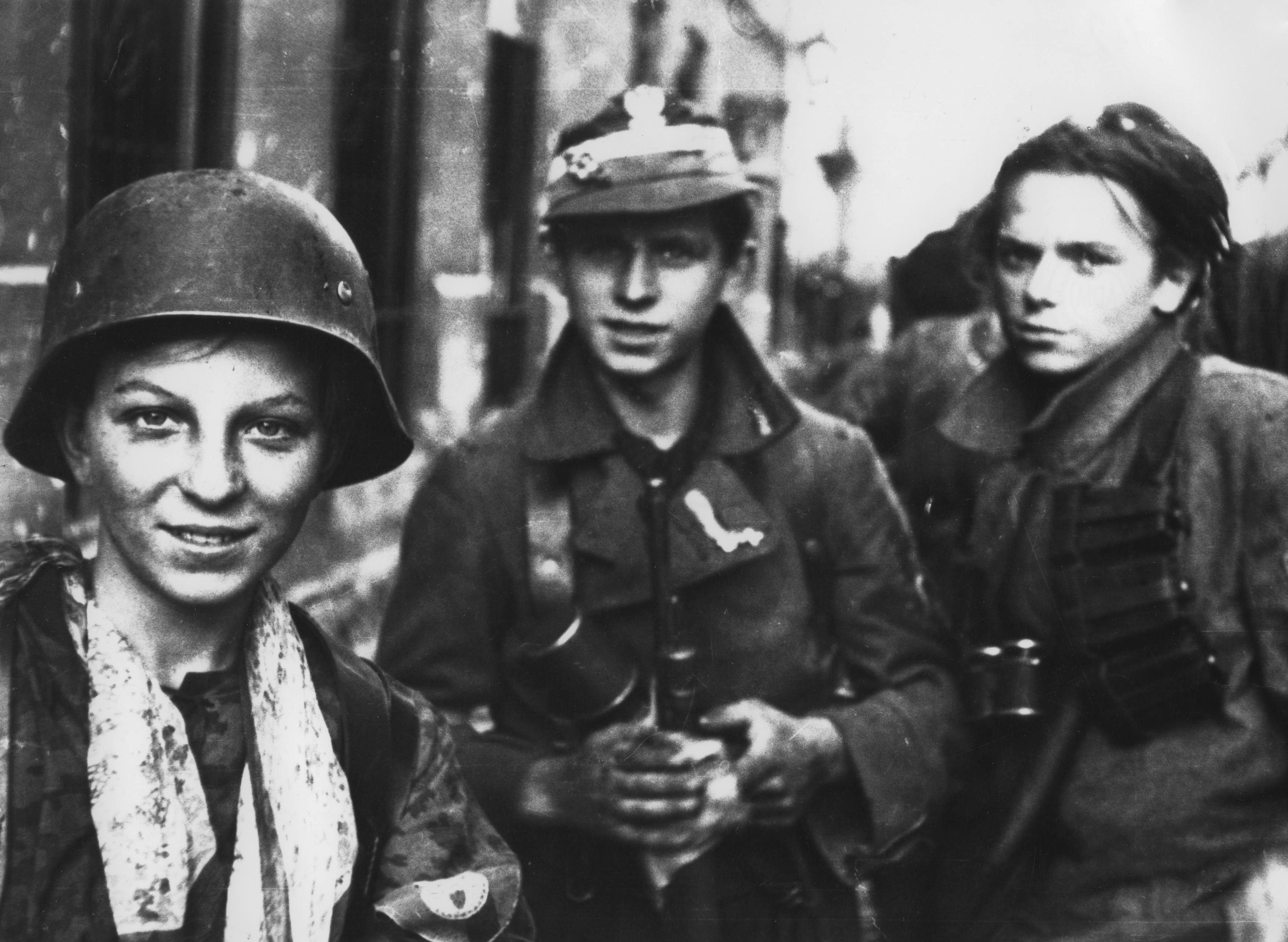
Варшавське повстання

Лондонський уряд не погодився з таким встановленням кордону на сході і розробив план операції «Бужа», що передбачав захоплення влади силами руху Опору на теренах, які залишала німецька армія. 1 серпня 1944 року в рамках цього плану розпочалося Варшавське повстання; воно тривало 73 дні й завершилося поразкою, зокрема й через те, що керівництво СРСР не підтримало повсталих. Водночас 22 липня 1944 року прорадянські польські сили під керівництвом комуністів проголосили в місті Холмі утворення Польського комітету національного визволення (ПКНВ). При підтримці Червоної армії ПКНВ, очолюваний соціалістом Е. Осубою-Моравським, прийшов до влади на звільнених Червоною армією теренах, проголосив проведення соціальних реформ, підписав договори з СРСР про нові кордони Польщі та проведення «обміну населенням». У червні 1945 року з метою піднесення міжнародного престижу комуністів було створено Тимчасовий уряд нац. єдності, до якого було включено кілька міністрів з еміграції, що, однак, не похитнуло провідних позицій комуністів у керівництві країною. У 1945—1947 роках у країні розгорнулася гостра політична боротьба, під час якої проти комуністів виступала легальна політична опозиція в особі ПСЛ, очолюваної С. Миколайчиком, і збройне підпілля різного політичного спрямування.
Після територіальних змін польські жителі Східних кресів були вимушені полишати домівки. У середині й наприкінці 1940-х років репатріювалася близько 2 мільйонів поляків. Однак, незважаючи на переміщення, понад 1,5 мільйона поляків залишилися на цих територіях (великі концентрації поляків все ще помітні навкол Гродно та Ліди в Білорусі та Вільнюса в Литві). У ході боротьби зі збройним підпіллям польська влада у 1947 році здійснила військово-політичну операцію «Вісла», за якою понад 150 тис. українців були примусово виселені зі своїх родинних місць і розпорошені по території Польщі, переважно на т. зв. «повернутих землях».
При підтримці СРСР комуністичний табір зумів сформувати блок партій (ППР, ППС, Стронніцтво людове, Стронніцтво демократичне) і, використовуючи політичний тиск та масові фальсифікації, здобути перемогу на виборах до Законодавчого сейму в січні 1947, сформувати уряд на чолі з Ю. Циранкевичем і обрати президентом Б. Берута. Під диктатом Сталіна було проведено «чистку» в комуністичному таборі, усунуто представників опозиції (С. Миколайчик емігрував на Захід) і запроваджено диктатуру Об'єднаної партії (ПОРП; створена на базі об'єднання ППР і ППС наприкінці 1948 року). Було проголошено програму будівництва соціалізму.

### Комуністичний режим
В 1949—1955 рр. було встановлено тоталітарний режим, усі сфери життя країни були поставлені під контроль ПОРП, реалізувалася її програма індустріалізації, колективізації, яка супроводжувалася політичною демагогією, жорстокими репресіями щодо всіх опонентів нової влади. Апарат безпеки працював під контролем «фахівців» з СРСР, армія перебувала під командуванням прибулих із СРСР маршала К. Рокоссовського (міністр оборони) і генералів. За роки реалізації «шестирічного плану» вдалося розбудувати переважно воєнну промисловість, але зазнали невдачі спроби провести колективізацію. Проведені зміни відобразилися в Конституції ПНР, схваленої законодавчим сеймом у 1952 році . Формально збереглася багатопартійна система, за якою політична влада перебувала в руках Національного фронту, що об'єднав керівну ПОРП, а також Об'єднане стронніцтво людове (ЗСЛ, Об'єднана нар. партія) і Демократичну партію (СД). У 1949 році Польща стала членом Ради економічної взаємодопомоги (РЕВ), у 1955-му — членом Варшавського договору (ОВД). Після смерті Сталіна розпочалася часткова лібералізація системи, яка торкнулася Польщі з певним запізненням. Тільки після XX з'їзду КПРС (1956), на якому було оприлюднено лише окремі злочини сталінізму, відбулося пожвавлення активності поляків.
У червні 1956 під час Ярмарку в Познані відбулися стихійні демонстрації протесту робітників і населення міста, які переросли в зіткнення з органами правопорядку й військами. Виступ було придушено, але відбулася зміна влади: на чолі ПОРП було поставлено репресованого комуніста В. Гомулку, який обіцяв побудувати в Польщі «справжній соціалізм». Комуністам вдалося втримати владу, але подальші кроки засвідчили курс на розбудову адміністративно-розподільчої системи в економіці, диктатуру ПОРП у кадрових питаннях, обмеження й цензуру, нав'язування догматичної ідеології. Невдоволення різних груп населення, передусім інтелігенції та молоді, проявилося в акціях протесту студентів Варшавського та ін. університетів у березні 1968 та робітничих виступів у містах Балтійського узбережжя в грудні 1970, які були придушені з допомогою війська.

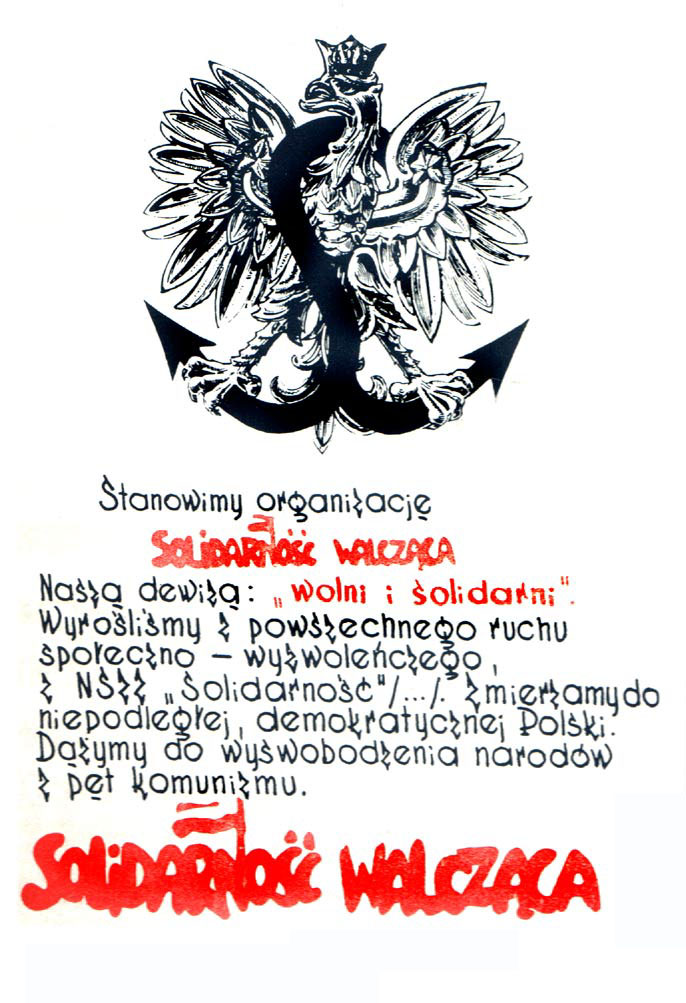
Плакат «Солідарність»

ПОРП вдалася до заміни керівників партії та вищих органів влади, на чолі яких стали Е. Герек і П. Ярошевич. Було взято курс на отримання західних кредитів та посилення патріотичного виховання без зміни ідеології та політики правлячої партії. Після Гельсінкської наради з питань безпеки і співробітництва в Європі в країні виник легальний опозиційний правозахисний рух (Комітет захисту робітників — Комітет соціальної самооборони, Конфедерація незалежної Польщі та ін.), який поставив за мету домогтися демократизації суспільних відносин. У жовтні 1978 року ватиканський конклав обрав новим главою Церкви польського кардинала Кароля Войтилу, який став новим Папою Римським під іменем Івана Павла II і підніс моральний авторитет церкви серед поляків. Улітку 1980 року досягла апогею суспільно-політична криза, відбулися численні робітничі страйки, під час яких було створене опозиційне профспілкове об'єднання «Солідарність» на чолі з електриком Лехом Валенсою. Спроби ПОРП черговий раз змінити керівництво партії і держави не знайшли розуміння серед громадян, впливи «Солідарності» і численних опозиційних організацій постійно зростали. Намагаючись втримати владу, керівник ПОРП і уряду В. Ярузельський 13 грудня 1981 запровадив у країні воєнний стан і з допомогою армії придушив опір опозиції. Спроби нового керівництва провести реформи, не змінюючи суспільно-політичного устрою, зазнали невдачі.

### Третя Польська Республіка

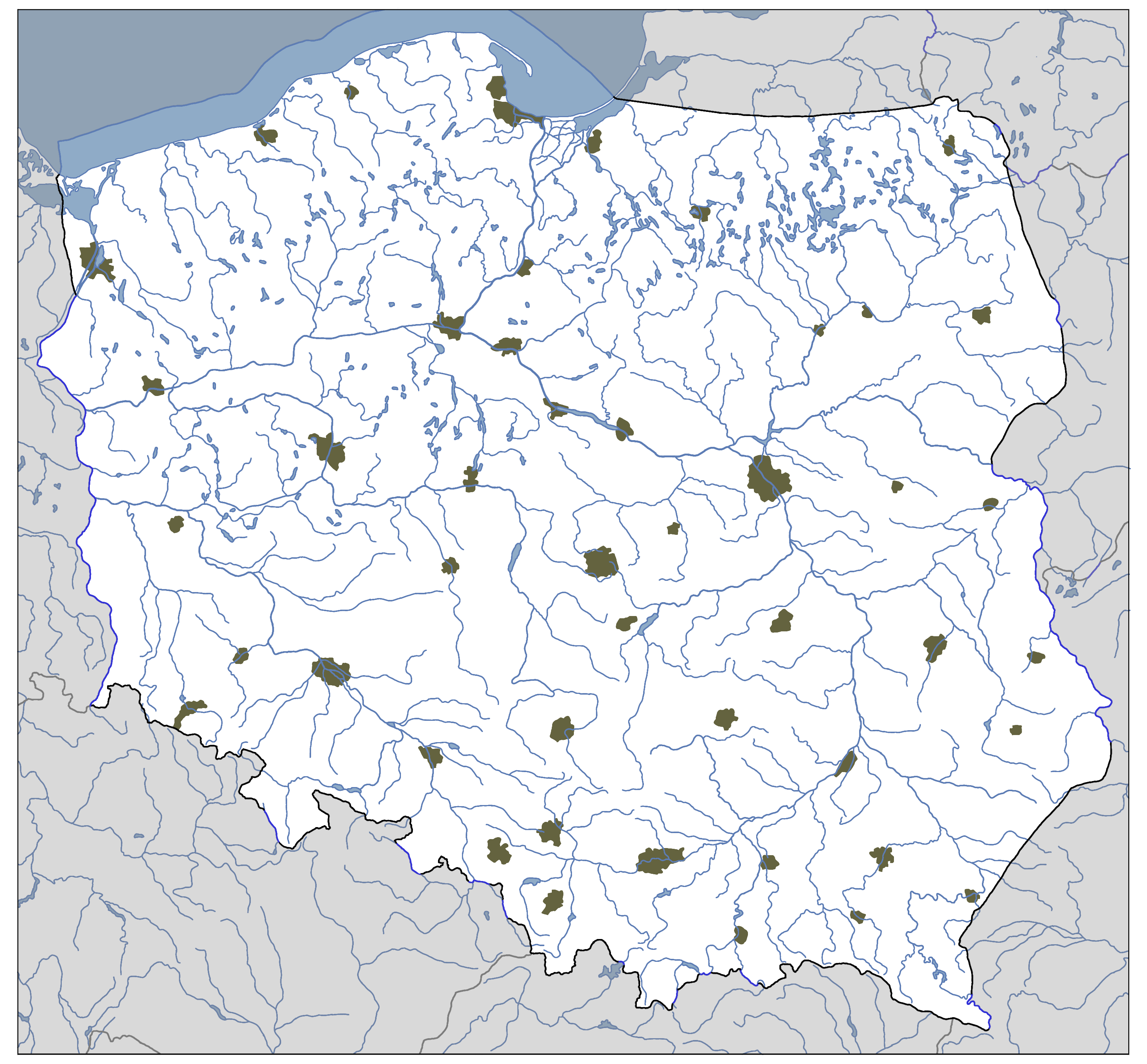
Карта Польщі

Після початку ліберальних реформ М. Горбачова в СРСР розпочали пошуки компромісу між правлячим табором й опозицією. На початку 1989 року пройшли переговори «круглого столу» між представниками влади та опозиції, які завершились угодою про початок демократизації польського суспільства. Згідно з нею, було внесено зміни до Конституції, сформовано перехідні Національні збори (сейм і сенат), перший некомуністичний уряд на чолі з Т. Мазовецьким, скасовано цензуру й політичні обмеження, розпочато впровадження ринкових відносин в економіку. На початку 1990 року ПОРП саморозпустилася, засудивши форми і методи комуністичного правління, на її базі утворилося кілька лівих партій, зокрема Соціал-демократія Республіки Польща. Одночасно виникло багато нових політичних партій різноманітного спрямування.
Улітку 1991 року відбулися перші демократичні вибори до Національних зборів, які не дали переваги жодному з політичних угруповань. Восени 1991 року президентом Польщі було обрано Леха Валенсу. Програма «шокової терапії» за ініціативою Лешека Бальцеровича на початку 1990-х рр. дозволила країні перетворити планову економіку соціалістичного стилю на ринкову. Як і у всіх інших посткомуністичних країнах, Польща постраждала від тимчасового спаду в соціальних та економічних стандартах, але стала першою посткомуністичною країною, що досягла рівня ВВП 1989 р. до 1995 р. багато в чому завдяки росту своєї економіки.

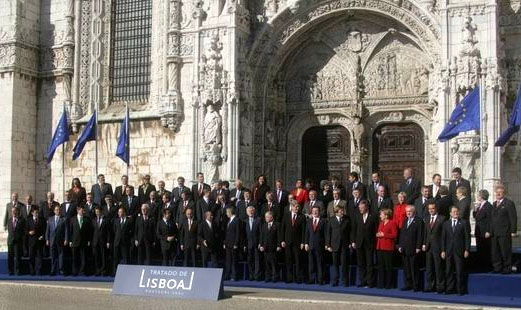
Лісабонська угода

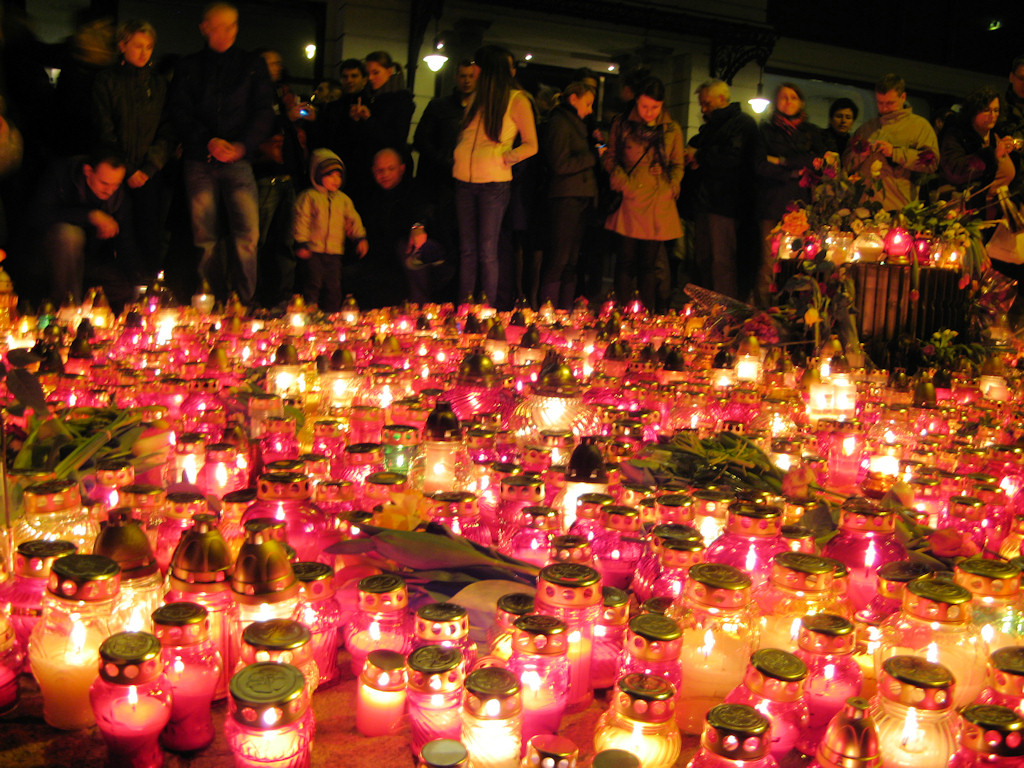
Квіти та свічки перед президентським палацом у Варшаві, 10 квітня 2010

У 1995 році президентом Польщі обрано представника лівих сил А. Квасьневського, який перебував на цій посаді до 2005 року. У 1997 році була схвалена Конституція Республіки Польща, що запровадила парламентсько-президентський лад. Партійно-політична система Польщі включає численні партії правиці, лівиці та центру. На президентських виборах 2005-го переміг представник правиці Лех Качиньський (партія «Право і справедливість»). Парламентські вибори 2007-го найбільше голосів принесли ліберально-центристській партії Громадянська платформа (Платформа обивательська; ПО), яка ввійшла в коаліцію з Польською людовою партією і утворила уряд на чолі з Д. Туском (ПО). У квітні 2010 року під час перельоту для участі у заходах пам'яті, приурочених річниці «Катинського розстрілу» під містом Смоленськ (РФ), зазнав катастрофи урядовий літак із польською делегацією, внаслідок чого загинув президент Качиньський і 95 представників політичної еліти. На позачергових виборах у червні 2010-го главою держави було обрано представника ПО Броніслава Коморовського. Зовнішньополітичний курс Польщі є виважений і прогнозований, спрямований на участь у формуванні стабільної системи безпеки у співпраці з ООН, НАТО, ЄС, Організацією з безпеки і співробітництва в Європі, розвиток дружніх відносин з усіма країнами світу, насамперед сусідніми.
Найбільш наочними були численні удосконалення в області прав людини, як-от свобода слова, свобода в Інтернеті (без цензури), громадянських свобод (1 клас) і політичних прав (1 клас) відповідно до Freedom House. У 1991 р. Польща стала членом Вишеградської групи і приєдналася до Організації Північноатлантичного договору (НАТО) в 1999 р. разом із Чехією та Угорщиною. Поляки тоді проголосували за вступ до Європейського Союзу в ході референдуму в червні 2003-го, ставши повноправним членом 1 травня 2004 р. Польща приєдналася до Шенгенської зони у 2007 р., унаслідок чого кордони країни з іншими державами-членами ЄС було «демонтовано», що дало повну свободу пересування в межах більшості країн ЄС. У той же час східний кордон Польщі є зовнішньою межею ЄС із Білоруссю, Росією та Україною.
У 2011 році правляча «Громадянська платформа» перемогла на парламентських виборах. У 2014 році прем'єр-міністр Польщі Дональд Туск обраний президентом Європейської ради та залишив посаду прем'єр-міністра. Вибори 2015 і 2019 років виграла консервативна партія «Право і справедливість» (PiS) на чолі з Ярославом Качиньським. У грудні 2017 року Матеуш Моравецький склав присягу як новий прем'єр-міністр, змінивши Беату Шидло, яка перебувала на посаді з 2015 року. Президент Анджей Дуда, якого підтримує партія «Право і справедливість», переобраний на президентських виборах 2020 року з невеликим відривом. Повномасштабне російське військове вторгнення в Україну у 2022 році призвело до прибуття до Польщі 6,9 мільйонів українських біженців.

## Державний устрій
Відповідно до Конституції 1997 року Польща є парламентською республікою з парламентсько-кабінетною системою, заснованою на розподілі державної влади.

### Конституція
Конституція Республіки Польща — найважливіший правовий акт Польщі, прийнятий 2 квітня 1997 р. Національними зборами та схвалений на національному референдумі 25 травня 1997-го. Опублікована у Журналі законів № 78, набрала чинності 17 жовтня 1997 р. Конституція складається з преамбули і 13 глав, а також 243 статей. Конституція визначає характер державного устрою, показує, як організовані та діють основні державні органи, визначає правовий статус громадян і те, як вони впливають на державну політику.

### Законодавча влада

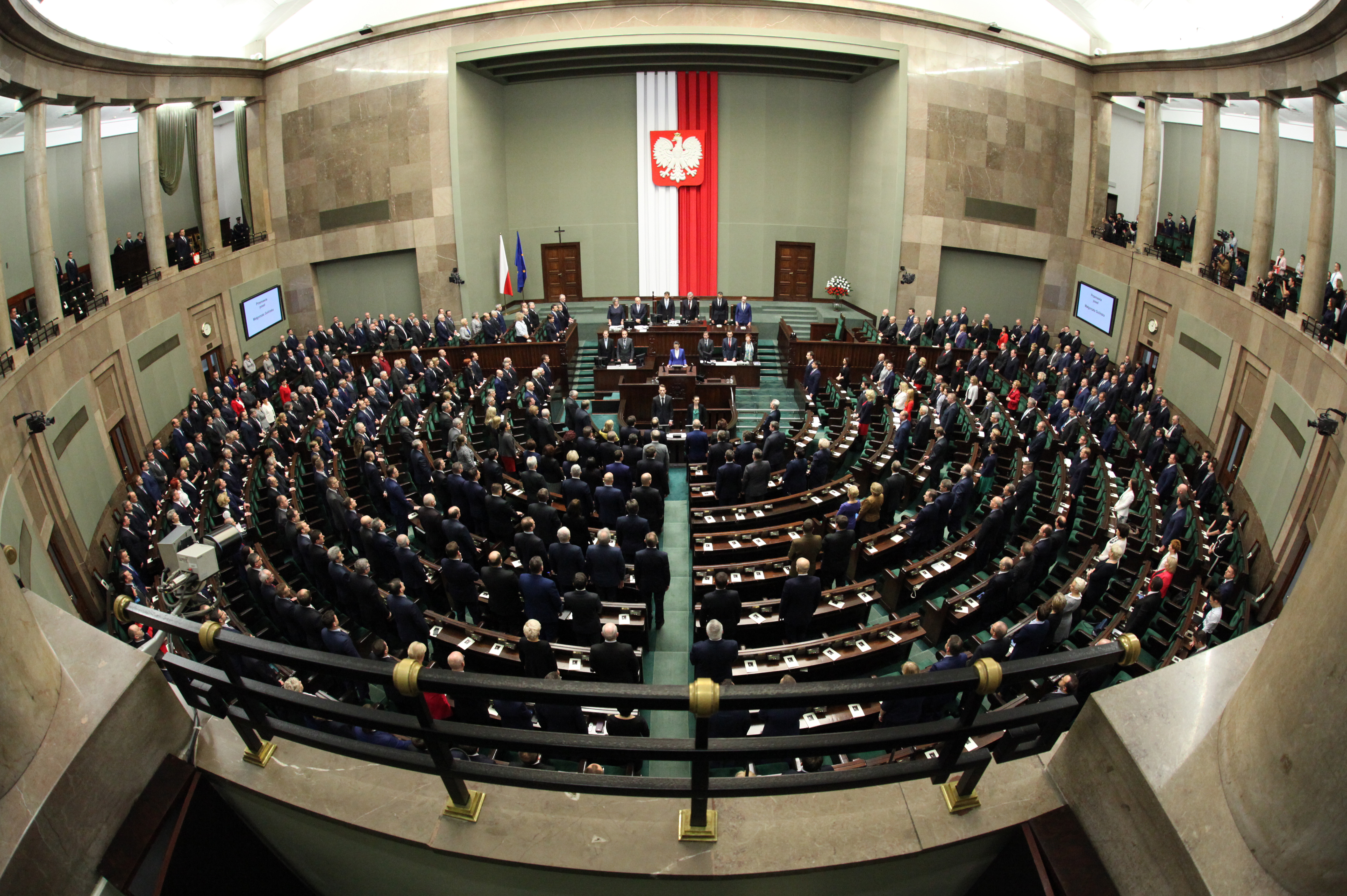
Сесійна зала польського сейму у Варшаві

Законодавча влада — двопалатний парламент (Сейм — 460 депутатів, Сенат — 100 сенаторів), що обирається на прямих, загальних і таємних парламентських виборах на 4 роки з дня першого засідання. Основним завданням є законодавча діяльність шляхом прийняття конституційних і звичайних законів, законів про бюджет, а також ратифікації міжнародних угод. У виняткових випадках, описаних у Конституції, можна розпустити Сейм (і водночас Сенат) до закінчення терміну повноважень главою держави або резолюцією, прийнятою більшістю 2/3 голосів.
Сейм і Сенат обирають маршалка і віце-маршалків, які становлять президію. Маршалок Сейму є найвищим представником нижньої палати парламенту, головує на засіданнях Сейму та представляє його за межами. Сейм і Сенат призначають парламентські комітети: постійні, завданням яких є підготовка проектів у галузі законодавства, та надзвичайні. Особливим видом надзвичайної комісії є сеймова слідча комісія. Сейм обирають за пропорційним представництвом відповідно до методу д'Ондта, метод, аналогічний тому, який використовують у багатьох парламентських політичних системах.
Депутати і сенатори можуть створювати депутатські клуби, що складаються не менше ніж з 15 депутатів. Для формування депутатських груп потрібно мінімум 3 депутати. Голови парламентських клубів разом із членами президії утворюють Конвент сеньйорів — орган, який забезпечує співпрацю парламентських клубів у справах, пов'язаних із діяльністю польського парламенту. Депутати і сенатори мають право на недоторканність протягом терміну своїх повноважень.

### Виконавча влада
Органами виконавчої влади в Польщі є президент і Рада міністрів. Президент обирається на загальних президентських виборах строком на 5 років (перемагає кандидат, який набрав абсолютну більшість голосів). Він може обіймати цю посаду не більше двох термінів. Президент є вищим представником держави у внутрішніх і міжнародних відносинах, виконує функції Головнокомандувача Збройними силами, охороняє недоторканність і неподільність території країни, забезпечує дотримання Конституції. Серед його повноважень: підписання законів, ухвалених Сеймом і Сенатом, ратифікація міжнародних угод, призначення суддів, надання громадянства та застосування закону про помилування. Сьогодні повноваження президента Польщі виконує Кароль Навроцький.
Рада міністрів, тобто уряд, є колегіальним органом виконавчої влади. До його складу входять: прем'єр-міністр, віце-прем'єр-міністри, міністри та голови комітетів. Порядок формування уряду визначено Конституцією, відповідно до якої президент разом із прем'єр-міністром призначає Раду міністрів. Протягом 14 днів прем'єр-міністр представляє Сейму програму діяльності уряду (експозицію) з проханням про вотум довіри (підтримки). Сейм висловлює вотум довіри абсолютною більшістю голосів. Якщо це сталося, Сейм протягом наступних 14 днів обирає прем'єр-міністра та запропонованих ним членів Ради міністрів за тими самими правилами голосування. Президент призначає обраний уряд і приймає присягу від його членів. Нинішній прем'єр-міністр — Дональд Туск.
За винятком партій етнічних меншин тільки кандидати політичних партій, що отримали не менше 5 % від загальнонаціонального голосування, можуть увійти до Сейму. У разі потреби члени Сейму та Сенату на спільному засіданні формують Національні Збори (пол. Zgromadzenie Narodowe). Національні Збори формують у трьох випадках: коли новий президент складає присягу, коли існує обвинувальний висновок щодо Президента республіки, який вноситься до Державного трибуналу (пол. Trybunał Stanu), коли постійна непрацездатність президента заважають йому здійснювати свої обов'язки через стан здоров'я. На сьогодні реальним був тільки перший приклад.

### Судова влада
Судова влада відіграє важливу роль у процесі прийняття рішень. До її основних інститутів належать: Верховний суд Польщі, Вищий адміністративний суд Польщі, Конституційний трибунал Польщі та Державний трибунал Польщі. На схвалення Сенату Сейм також призначає омбудсмена або уповноваженого із захисту громадянських прав (пол. Rzecznik Praw Obywatelskich) на п'ятирічний термін. Омбудсмен зобов'язаний захищати дотримання і реалізацію прав і свобод громадян та мешканців Польщі, законів і принципів суспільного життя і соціальної справедливості.

### Політичні партії
Правовий статус польських політичних партій визначається Конституцією та законом від 27 червня 1997 року. Стаття 13 Конституції забороняє існування партій, які у своїх програмах посилаються на тоталітарні методи та практику нацизму, фашизму та комунізму, а також тих, чия програма або діяльність передбачає або допускає расову та національну ненависть. Будь-яка партія, яка не порушує ст. 13, підлягає внесенню до реєстру політичних партій. Реєстр політичних партій є публічним і доступним кожному.
| Парламентські вибори 2023 | Парламентські вибори 2023 | Сейм (460 місць) | Сейм (460 місць) | Сенат (100 місць) | Сенат (100 місць) |
| Парламентські вибори 2023 | Парламентські вибори 2023 | місць            | %                | місць             | %                 |
| ------------------------- | ------------------------- | ---------------- | ---------------- | ----------------- | ----------------- |
|                           | Право і справедливість    | 194              | 35,39            | 34                | 34,81             |
|                           | Громадянська платформа    | 157              | 30,70            | 41                | 28,91             |
|                           | Третій шлях               | 65               | 14,41            | 11                | 11,50             |
|                           | Лівиця                    | 26               | 8,61             | 9                 | 5,29              |
|                           | Конфедерація              | 18               | 7,17             | 0                 | 6,75              |

## Зовнішня політика
Членство в міжнародних організаціях: ООН, НАТО, ОБСЄ, Організація економічного співробітництва та розвитку, СОТ, МВФ, Європейський Інвестиційний Банк, ЄС, МБРР, ЄБРР, Рада Балтійських Держав, Європейська Асоціація Вільної Торгівлі, Центрально-Європейське Об'єднання Вільної Торгівлі (CEFTA), ЮНЕСКО, ЮНІСЕФ, ВООЗ, ЦЄІ.

## Збройні сили

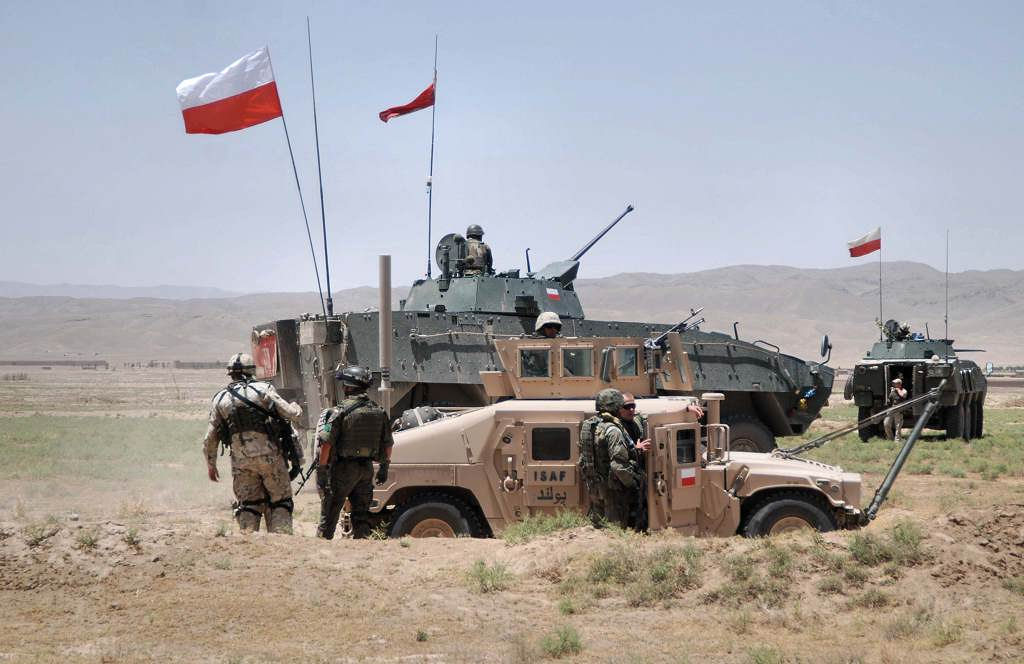
Патруль польської армії в Афганістані

Польща має збройні сили загальною чисельністю 120 000 чоловік, які комплектують відповідно до стандартів НАТО на професійній основі (загальна військова повинність відсутня). Польська військова історія налічує близько 1000 років, оскільки від часу формування польської державності в X столітті армія завжди займала вагоме положення в її існуванні. Польське військо мало тісні контакти з українським козацтвом у XV—XVIII століттях, коли українські землі були в складі Речі Посполитої. Тісними були подальші українсько-польські контакти у ХХ ст., що нерідко мали відверто конфліктний характер, як і в минулому. Після Другої світової Польща ввійшла в радянську зону впливу в Європі. Після розпаду СРСР польська армія почала перебудову відповідно до західних стандартів, проте навіть сьогодні значну частину польського арсеналу складає радянська техніка (танки Т-72 та його польська модернізація ПТ-91, бойові машини піхоти БМП-1, бронемашини БРДМ-2, винищувачі МіГ-29, бомбардувальники Су-17 тощо). Також закуплені сучасні зразки озброєння НАТО: винищувачі F-16, танки Леопард 2 та інші.

## Адміністративний поділ
Складається із 16 воєводств (пол. województwo), поділених на 308 повітів (пол. powiat), які, своєю чергою, поділені на 2489 гмін, включно з 65 містами, що мають статус міських повітів. (Новий адміністративний розподіл уведено 1 січня 1999 р.).
| Прапор | Герб | Воєводство           | Назва               | Столиця                            |
| ------ | ---- | -------------------- | ------------------- | ---------------------------------- |
|        |      | Мазовецьке           | Mazowieckie         | Варшава                            |
|        |      | Нижньосілезьке       | Dolnośląskie        | Вроцлав                            |
|        |      | Куявсько-Поморське   | Kujawsko-Pomorskie  | Бидгощ, Торунь                     |
|        |      | Люблінське           | Lubelskie           | Люблін                             |
|        |      | Любуське             | Lubuskie            | Гожув-Великопольський, Зелена Гура |
|        |      | Лодзинське           | Łódzkie             | Лодзь                              |
|        |      | Малопольське         | Małopolskie         | Краків                             |
|        |      | Опольське            | Opolskie            | Ополе                              |
|        |      | Підкарпатське        | Podkarpackie        | Ряшів                              |
|        |      | Підляське            | Podlaskie           | Білосток                           |
|        |      | Поморське            | Pomorskie           | Гданськ                            |
|        |      | Свентокшиське        | Swiętokrzyskie      | Кельці                             |
|        |      | Сілезьке             | Śląskie             | Катовиці                           |
|        |      | Великопольське       | Wielkopolskie       | Познань                            |
|        |      | Вармінсько-Мазурське | Warmińsko-Mazurskie | Ольштин                            |
|        |      | Західнопоморське     | Zachodniopomorskie  | Щецин                              |

## Населення

### Мови
Згідно з Конституцією єдиною державною мовою є польська. Статус регіональної мови має кашубська мова, отримати цей статус для своєї мови також хочуть сілезці, але їх мова в Польщі вважається говіркою. Польща визнає 9 національних меншин у Польщі: це білоруси, вірмени, євреї, литовці, німці, росіяни, словаки, українці й чехи. Окрім них, етнічними меншинами є 4 групи: караїми, лемки, роми і татари. Використовувати мову національної меншини як допоміжну в органах місцевого самоврядування можна тільки в випадку, якщо національна меншина складає не менше 50 % в населеному пункті.
В 2021 році в Польщі 37 427 600 людей спілкувалися вдома польською мовою, з них 35 886 000 людей спілкувалися вдома тільки польською мовою. Непольською мовою вдома послуговувалися 1 666 700, з них 115 100 спілкувалися вдома тільки непольською мовою. З тих хто спілкувалися вдома також польською, 704 400 спілкувалися вдома також англійською, 457 900 сілезькою, 199 000 німецькою. З тих хто спілкувалися вдома тільки непольською мовою, 53 300 спілкувалися вдома сілезькою, 21 000 англійською, 7 800 українською.
В 2011 році в Польщі 37 815 600 людей спілкувалися вдома польською мовою, з них 37 043 600 спілкувалися вдома тільки польською. Непольською мовою спілкувалися 948 500 поляків, з них 168 800 спілкувалися вдома тільки непольською. З тих хто спілкувався вдома тільки непольською мовою, 126 500 спілкувалися сілезькою, 9 700 німецькою, 4 500 українською. З тих хто спілкувався також польською, 397 000 спілкувалися сілезькою, 104 300 кашубською, 99 400 англійською.
В 2002 році в Польщі 37 405 335 людей спілкувалися вдома польською мовою, з них 36 894 358 спілкувалися тільки польською. Непольською мовою вдома послуговувались 563 499 поляків. З тих хто спілкувалися непольською 204 573 людини спілкувалися німецькою, 89 874 спілкувалися англійською, 56 643 спілкувалися сілезькою.

### Релігія
Християнство в країні почало поширюватись із другої половини Х ст. Переважна кількість вірян — римо-католики. Також є греко-католики (понад 200 тис.) і невелика група вірмено-католиків.
Існують церкви, що відділилися від Римо-Католицької Церкви: Старокатолицька церква маріавітів (25 тис.) та Католицька церква маріавітів (4 тис.). Польська православна церква за числом вірян посідає 2-е місце (близько 500 тис.). В окремих мазурських і білостоцьких селах живуть старообрядці (пилипони, філіпони), предки яких емігрували сюди в XVII ст. із Росії, рятуючись від релігійних переслідувань.
Є також представники протестантських течій і сект:
- Євангелійна аугсбургська (лютеранська) церква (75 тис.). Окрім німців, до неї належать мазури та частина вірян Цешинської Силезії і Лодзі.
- Об'єднана євангелійна церква (10 тис.).
- Адвентисти сьомого дня.
- Баптисти.
- Реформатори.
- Методисти.
- П'ятидесятники (послідовники п'ятидесятних Асамблей Бога, знані в Польщі, як зєльоносьвянковці).
- Мормони.
- Свідки Єгови (130 тис.).

Із нехристиян у країні є найбільш представлені караїми, мусульмани та юдеї.

### Українці в Польщі
Офіційно у Польщі проживає 1,5 мільйона українців. За неофіційними даними, їх загалом більше ніж 1,7 млн осіб. Вони становлять тут національну меншину, предки якої споконвіку проживали в історичних областях Бойківщини, Лемківщини, Підляшшя, Холмщини, Надсяння. 1947 року комуністична влада провела акцію «Вісла». Основна маса українського населення ще й досі живе розсіяно на західних і особливо північних територіях — в Ольштинському, Гданському, Кошалінському[джерело?] та інших воєводствах. Українці Польщі дбають про свої національні корені. Тут діють українські громадські організації, видають газету «Наше слово», українознавчі факультети у вищих навчальних закладах. Основна частина українського населення, 5—10 тис. українців, живе у Варшаві, близько 3 тис. — у Кракові.
Польща та Україна уже багато років поспіль пов'язані між собою двосторонніми стосунками. У жовтні 1918 року до Києва прибув Станіслав Ванькович у ранзі надзвичайного посла і повноважного міністра Польщі при гетьмані Павлу Скоропадському (Українська Держава). Він мав повноваження від Регентської ради Королівства Польського, щодо встановлення дипломатичних відносин між Польщею та Україною. Рада Міністрів Української Держави, зі свого боку, ухвалила постанову про створення з 20 жовтня 1918 р. у Варшаві посольства 2-го розряду на чолі з членом ради МЗС Олександром Карпинським. 2 грудня 1991 року Республіка Польща першою серед зарубіжних країн визнала державну незалежність України. 4 січня наступного року між двома країнами були встановлені дипломатичні відносини на рівні посольств.

### Українські заробітчани
Із 2014 року українські заробітчани стали становити все більшу частину робочої сили Польщі. Станом на 2020 рік у Польщі перебувало близько 1,5 млн українців, а взагалі за рік на тимчасові роботи до Польщі виїжджали до 2 млн українців. Постійно ж мешкає у Польщі лише 200 000 українців.

## Економіка

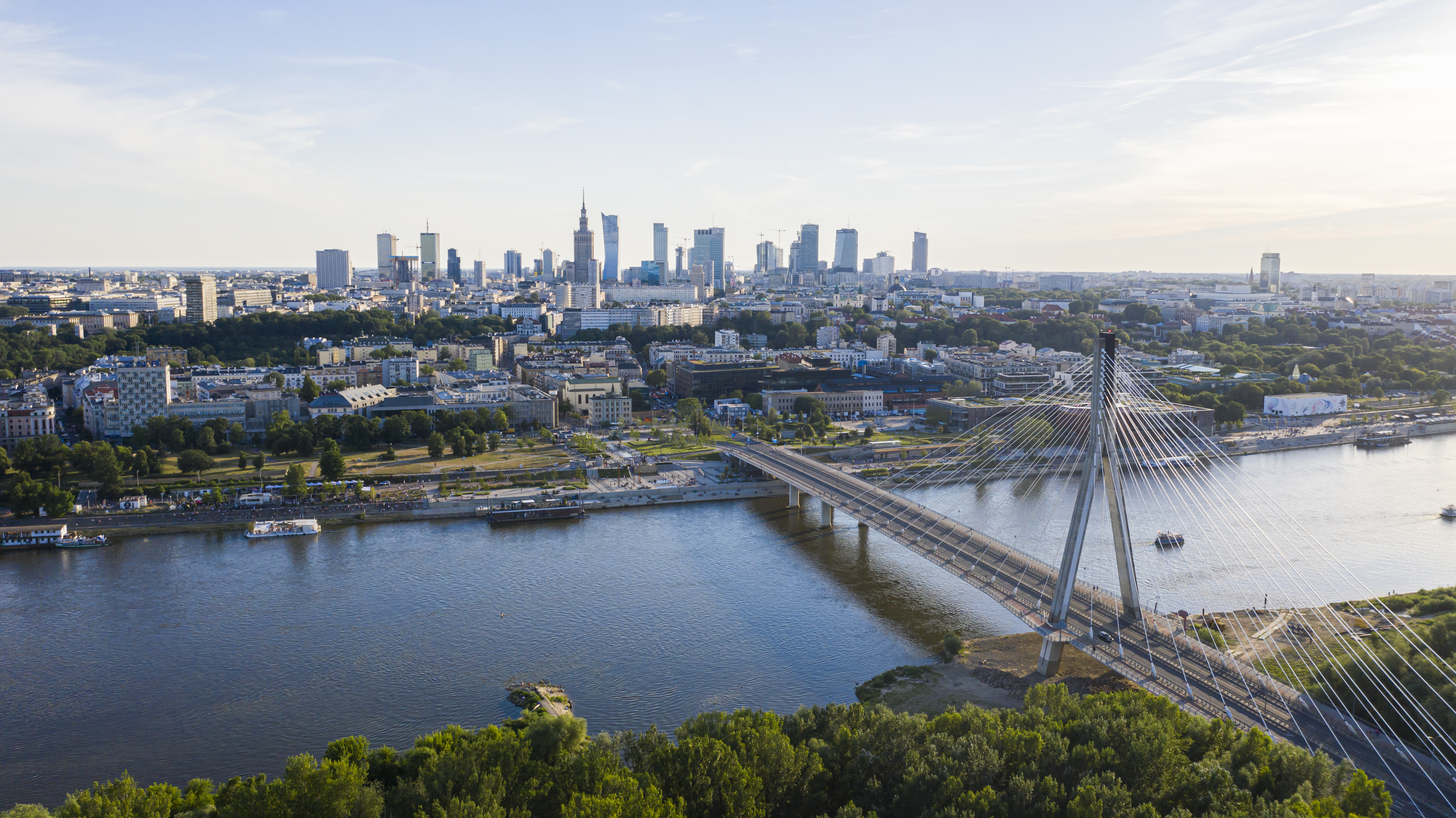
Варшава — фінансовий центр Польщі

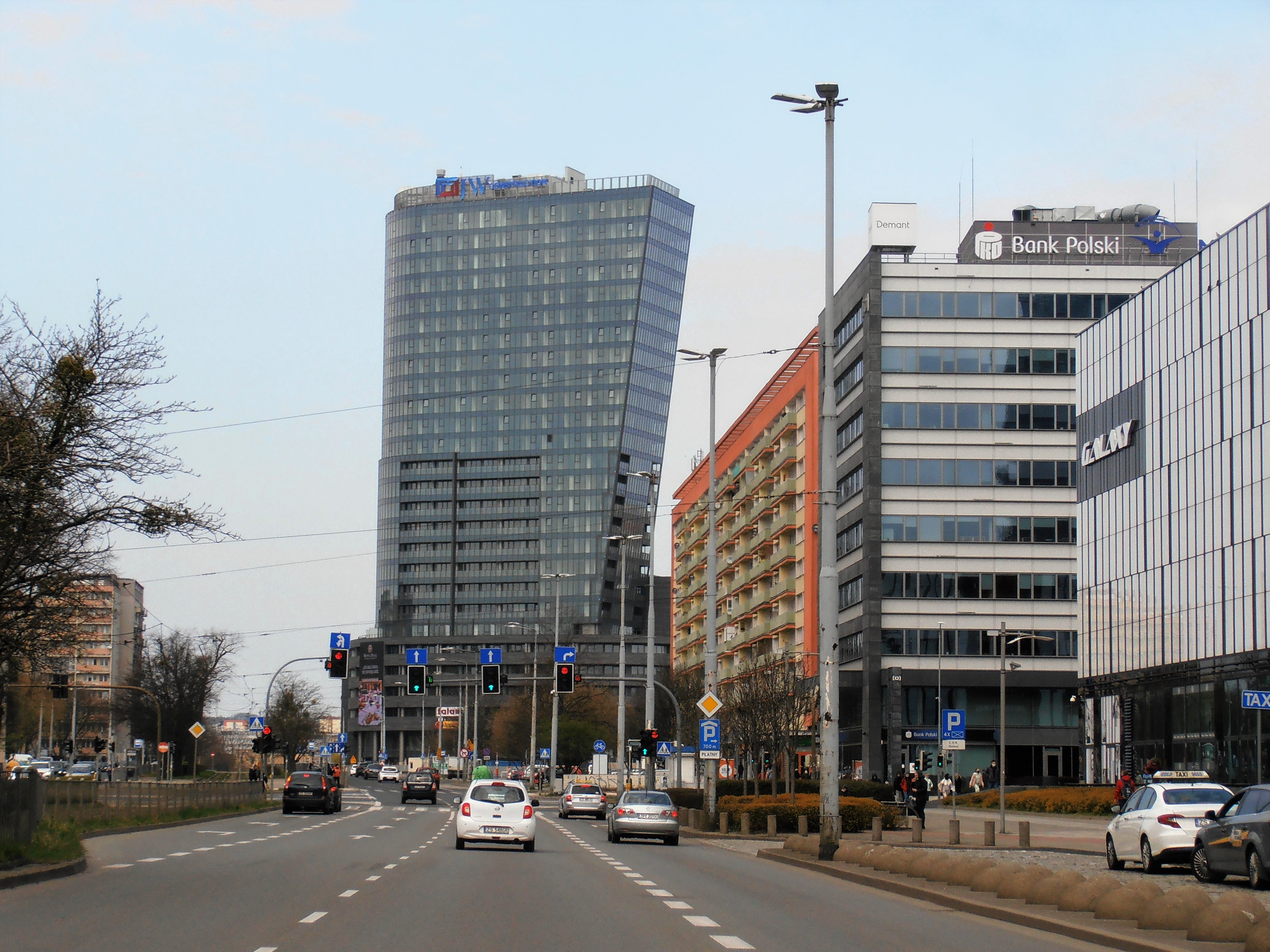
Центр міста Щецин

Польща — індустріально-аграрна країна. За даними Світового Банку, станом на 2018 рік: ВВП — $ 585,7 млрд. Темп зростання ВВП — 5,1 %. ВВП на душу населення — $ 15,477.
Прямі іноземні інвестиції — $ 3,9 млрд. Імпортом є нафта і нафтопродукти, прокат чорних металів і сталь, залізняк, металообробні верстати, пшениця, бавовна — $ 34,3 млрд (г. ч. Німеччина — 19,0 %; Італія — 7,9 %; Франція — 6,5 %; Росія — 5,4 %; Велика Британія — 4,7 %).
Експортом є паливо, сировина і напівфабрикати, верстати і машини, промислове і транспортне обладнання, одяг і господарські товари — $ 28,6 млрд (г. ч. Німеччина — 36,0 %; Італія — 5,8 %; Росія — 5,6 %; Нідерланди — 4,7 %; Франція — 4,6 %).
Із 2014 року все більш вагомим фактором росту польської економіки (після значного фінансування з боку ЄС, передовсім Німеччини) є українські заробітчани. Так, за оцінками Нацбанку Польщі, українські кадри забезпечують 0,3—0,9 % зростання ВВП.

### Промисловість
Промисловість Польщі є основною галуззю господарства. Основні галузі промисловості — машинобудування, металургійна, гірнича (вугільна, сірчана тощо), хімічна, суднобудування, харчова, текстильна та легка промисловість.
Значна частка економічного потенціалу країни базована на переробці мінеральної сировини. Переважають галузі важкої промисловості. Провідну роль відіграють машинобудування, чорна та кольорова металургія, хімічна промисловість. Також добре розвинені текстильна та швейна промисловість. У паливній промисловості головною галуззю є вугільна. В електроенергетиці провідну роль відіграють теплові електростанції. Чорна металургія працює на власному коксівному вугіллі та переважно імпортних рудах. Кольорова металургія з власної сировини виплавляє мідь, свинець і цинк; з імпортованої — алюміній. У Верхній Сілезії переважає металомістке важке та залізничне машинобудування. Хімічна промисловість Польщі спеціалізована на виробництві різноманітних мінеральних добрив, соди, полімерів, парфумів, ліків, фотохімії. Текстильна промисловість країни виробляє переважно бавовняні тканини. Швейна промисловість працює на експорт.

### Енергетика
Сектор виробництва електроенергії в Польщі в основному заснований на викопному паливі. Видобуток вугілля в Польщі є основним джерелом і паралельно найбільшим джерелом викидів парникових газів у країні.
Нова енергетична політика Польщі до 2040 року (EPP2040) передбачає скорочення частки вугілля і бурого вугілля у виробництві електроенергії з трохи менше 80 % до 60 % у 2017—2030 роках. План передбачає будівництво першої атомної елекстростанції, підвищення енергоефективності та декарбонізацію транспортної системи, щоб зменшити викиди парникових газів і зробити пріоритетом довгострокову енергетичну безпеку.

### Транспорт

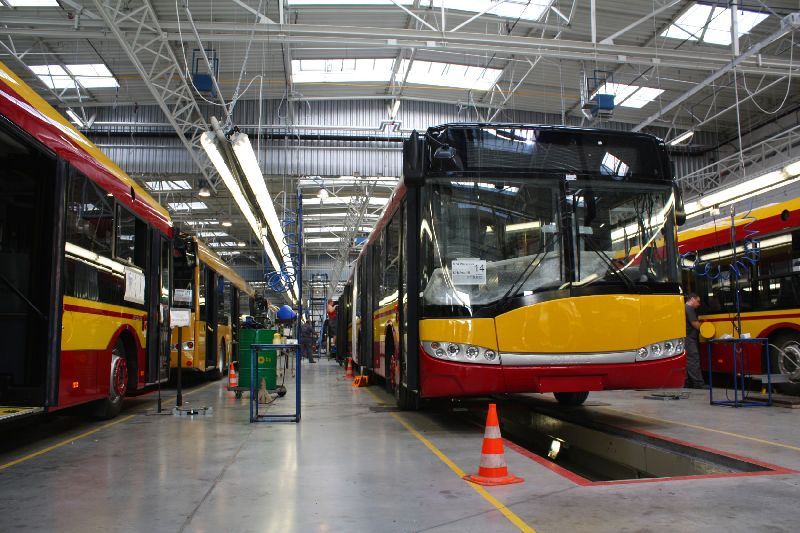
Solaris Bus&Coach — польська автобусобудівна компанія, що розташована в Болехові, біля Познані.

Транспорт: залізничний, автомобільний, морський, трубопровідний, повітряний. Лише в трьох містах Польщі їздять тролейбуси: у Любліні, Тихи та Гдині.
Польща — частина Шенгенської зони ЄС і тому є важливим транспортним вузлом завдяки своєму стратегічному географічному положенню в Центральній Європі. Деякі з найдовших європейських маршрутів, зокрема E30 та E40, пролягають через Польщу. Країна має хорошу мережу автомобільних доріг, що включає швидкісні дороги та автостради.

Головні морські порти: Щецин, Свіноуйсьце, Гданськ, Гдиня. 1997 року було перевезено 386 млн т вантажів, з них залізницями — 224 млн, автомобільним транспортом — 96 млн, трубопровідним — 34 млн, морським — 24 млн, річковим — 8 млн т.
Міжнародні аеропорти в Польщі:

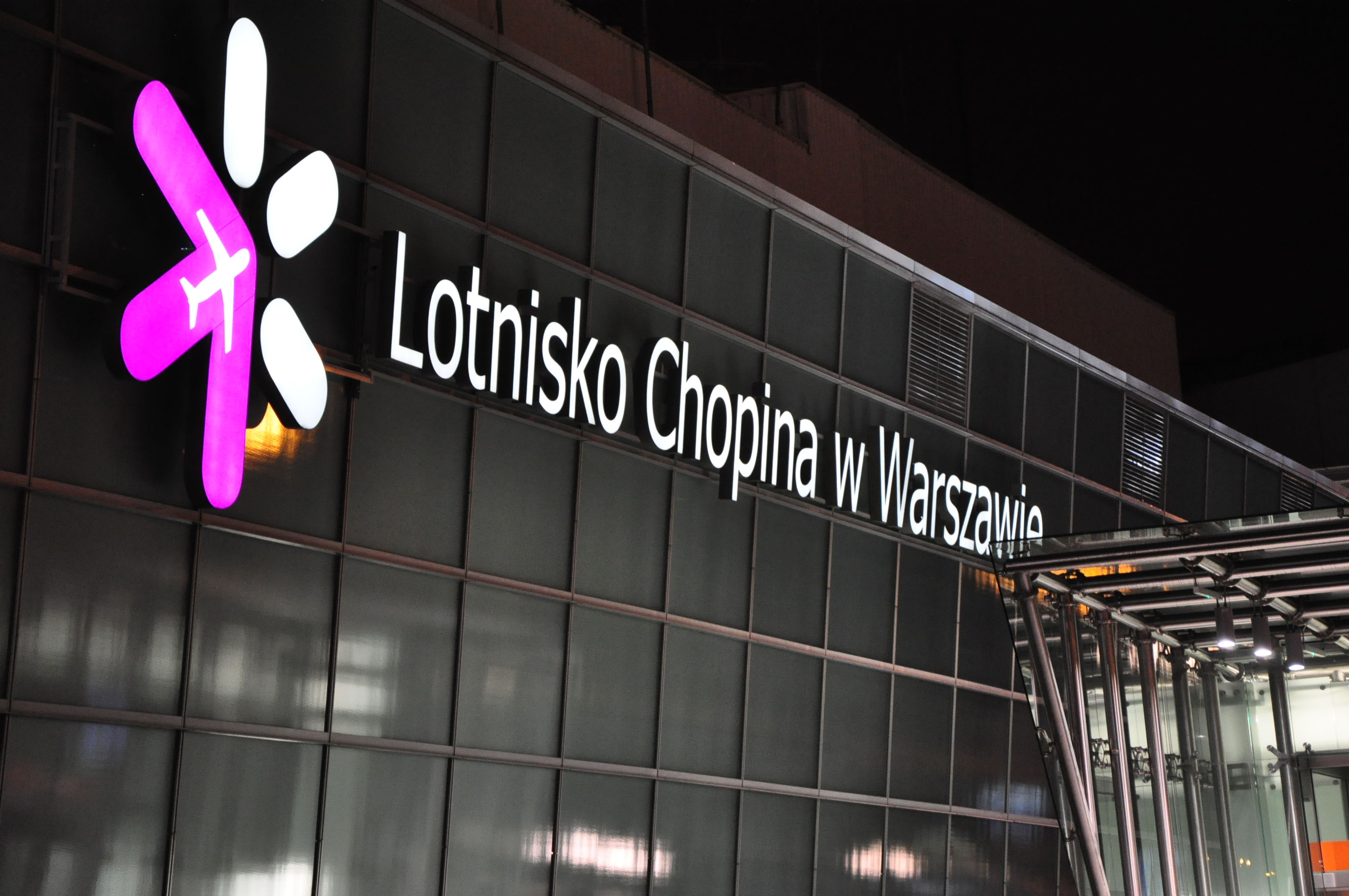
Міжнародний Аеропорт ім. Фридерика Шопена Варшава-Окенцє

- Міжнародний Аеропорт ім. Фридерика Шопена Варшава-Окенце
- Міжнародний Аеропорт ім. Леха Валенси Гданськ-Рембєхово
- Міжнародний Аеропорт Катовиці-Пижовиці
- Міжнародний Аеропорт ім. Яна Павла II Краків-Балиці
- Міжнародний Аеропорт ім. Владислава Реймонта Лодзь-Люблінек
- Міжнародний Аеропорт ім. Генрика Венявского Познань-Лавиця
- Міжнародний Аеропорт ім. Миколая Коперника Вроцлав-Страховиці
- Міжнародний Аеропорт «Солідарність» Щецин-Голенюв
- Міжнародний Аеропорт Ряшів-Ясенка
- Міжнародний Аеропорт ім. Ігнація Яна Падеревського Бидгощ-Шведерово
- Аеропорт Зелена Гура-Бабімост
- Міжнародний Аеропорт Варшава-Модлін
- Міжнародний Аеропорт Люблін-Свидник

## Культура
Культура Польщі тісно пов'язана зі складною 1000-річною історією держави, і утворює важливу складову західної цивілізації. Поляки пишаються національною ідентичністю, яка часто асоціюється з білим та червоним кольорами. Національні символи, головним чином коронований білохвостовий орел, часто зображують на одязі та емблемах.

### Архітектура

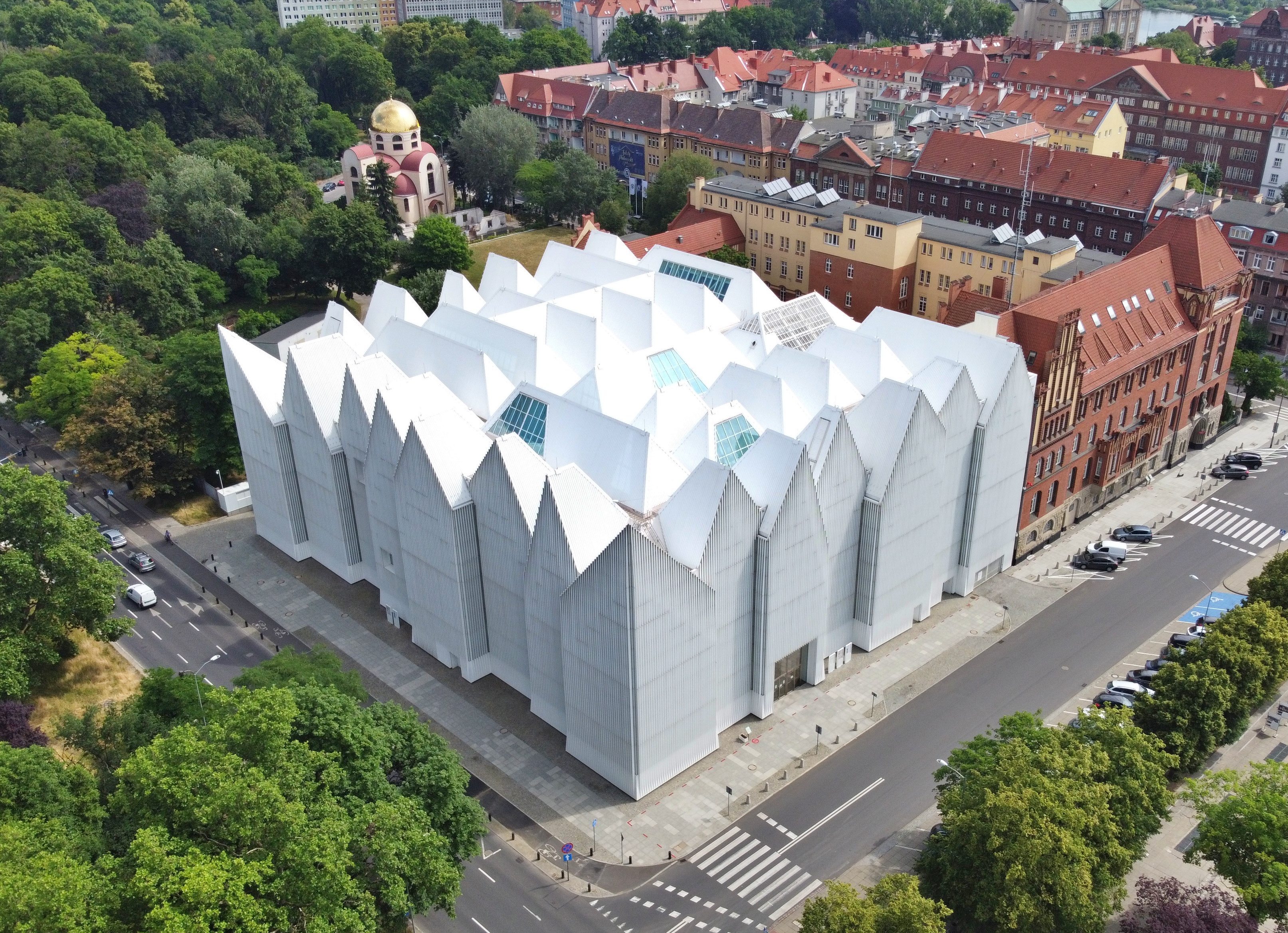
Філармонія в Щецині отримала нагороду Міс ван дер Рое

Архітектура Польщі включає в себе сучасні та історичні пам'ятки архітектурного та історичного значення.
У країні розташовано кілька важливих творів західної архітектури, таких як Вавельський пагорб, «Князь» і замок Мальборк, міські пейзажі Торуні, Замостя і Кракова. Деякі з них є об'єктами Всесвітньої спадщини ЮНЕСКО. Зараз Польща розвиває модерністські підходи в дизайні з такими архітекторами, як Даніель Лібескінд, Анджей М. Холджинський і Кшиштоф Інгарден.

### Музика
Найбільш відомі музиканти: Фридерик Шопен, Кароль Шимановський, Кшиштоф Пендерецький, Збігнев Прайснер, Войцех Кіляр, Ігнацій Ян Падеревський, Генрик Венявський, Кшиштоф Комеда, Анджей Пануфнік, Станіслав Монюшко, Ян Качмарек, Вітольд Лютославський, Генрик Миколай Гурецький.
Сьогодні Польща має дуже активну музичну сцену, джаз і метал особливо популярні серед сучасного населення. Польські джазові музиканти, як-от Кшиштоф Комеда, створили унікальний стиль, який був найвідомішим в 1960-х і 1970-х роках і продовжує користуватися популярністю донині. Після падіння комунізму по всій Європі Польща стала головним місцем проведення масштабних музичних фестивалів, серед яких головний Open'er Festival, фестиваль Opole та Sopot Festival.

### Кінематограф

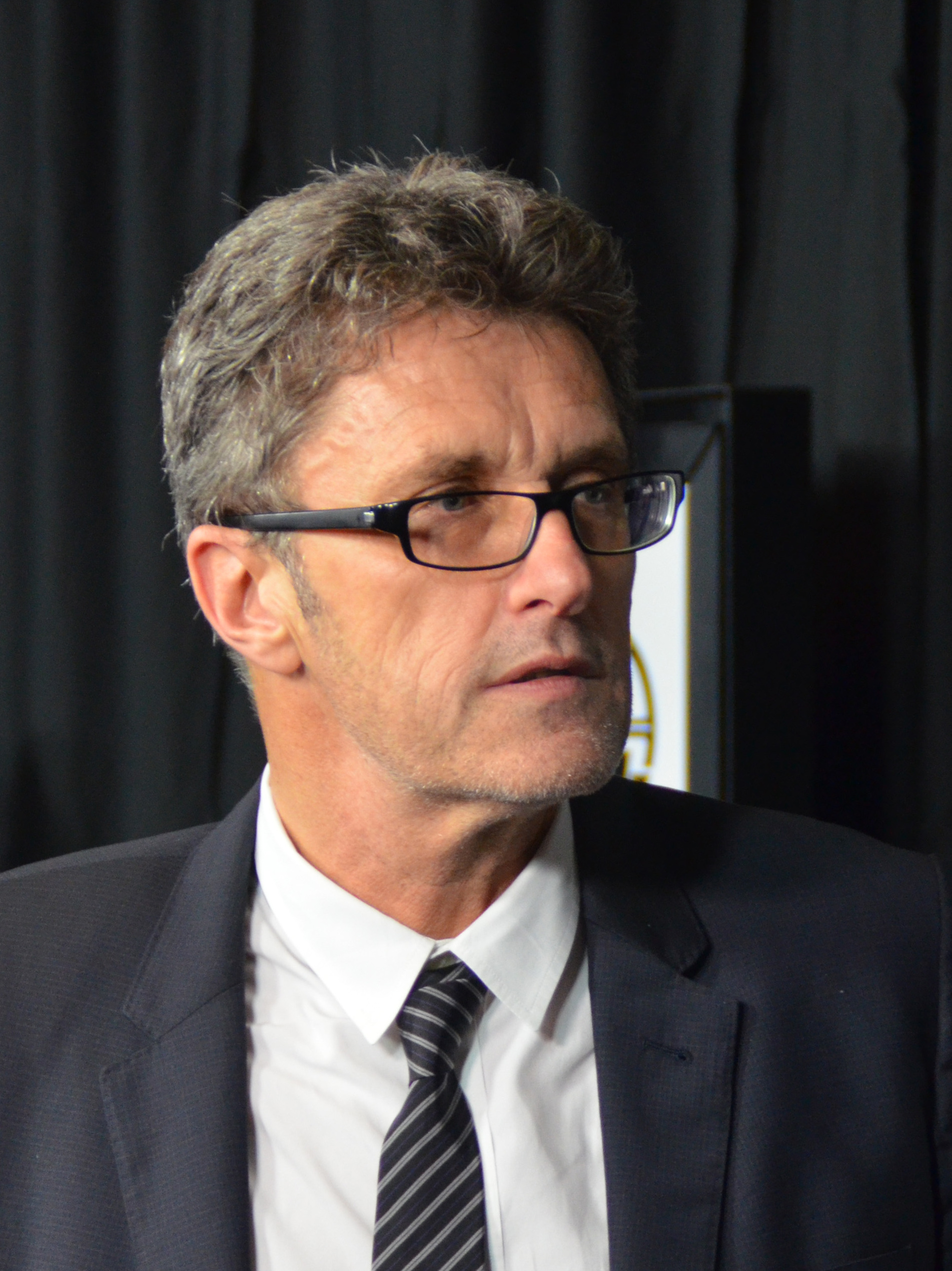
Павел Павліковський

Всесвітньо відомі польські діячі кіно: Єжи Антчак, Єжи Гоффман, Єжи Кавалерович, Кшиштоф Кесльовський, Агнешка Голланд, Казімеж Куц, Юліуш Махульський, Роман Полянський, Єжи Штур, Анджей Вайда, Павел Павліковський, Кшиштоф Зануссі.
Проводять фестивалі у Варшаві, Кракові, Гдині, Торуні та Вроцлаві.

### Медіа
Засоби масової інформації представлені наймасовішими телеканалами групи Telewizja Polska: TVP1, TVP2, TVP Info, TVP Polonia, TVP Kultura, TVP Historia, TVP Sport, Biełsat TV i TVP HD, TVP Seriale, TVP Rozrywka, TVP1 HD та TVP2 HD. Головні приватні телеканали: TVN, Polsat, Polonia 1, Tele 5, Canal+ Polska, Телебачення Trwam, Telewizja Republika, TV4, TV Puls, Superstacja, MTV Polska, 4fun.tv, Discovery Channel та TVS.
Найпопулярнішими радіостанціями є Polskie Radio: Jedynka, Dwójka, Trójka, Czwórka.
Наймасовіші щоденні газети: «Fakt», «Super Express», «Gazeta Wyborcza», «Rzeczpospolita», «Dziennik Gazeta Prawna», «Przegląd Sportowy», «Gazeta Polska Codziennie», «Tygodnik Angora», «Gość Niedzielny», «Polityka», «Newsweek Polska», «Sieci Prawdy», «Do Rzeczy», «Gazeta Polska».
У інтернеті лідирують портали Wirtualna Polska (WP), Onet.pl, Gazeta.pl, Interia.pl, Facebook, Twitter та Snapchat.

### Свята
Існує 13 затверджених урядом щорічних державних свят — Новий рік 1 січня, День Трьох королів 6 січня, Великдень, День праці 1 травня, День Конституції 3 травня, П'ятидесятниця, Свято Тіла Христового, Свято Успіння 15 серпня, День Всіх Святих 1 листопада, День незалежності 11 листопада, Різдво 25 і 26 грудня.

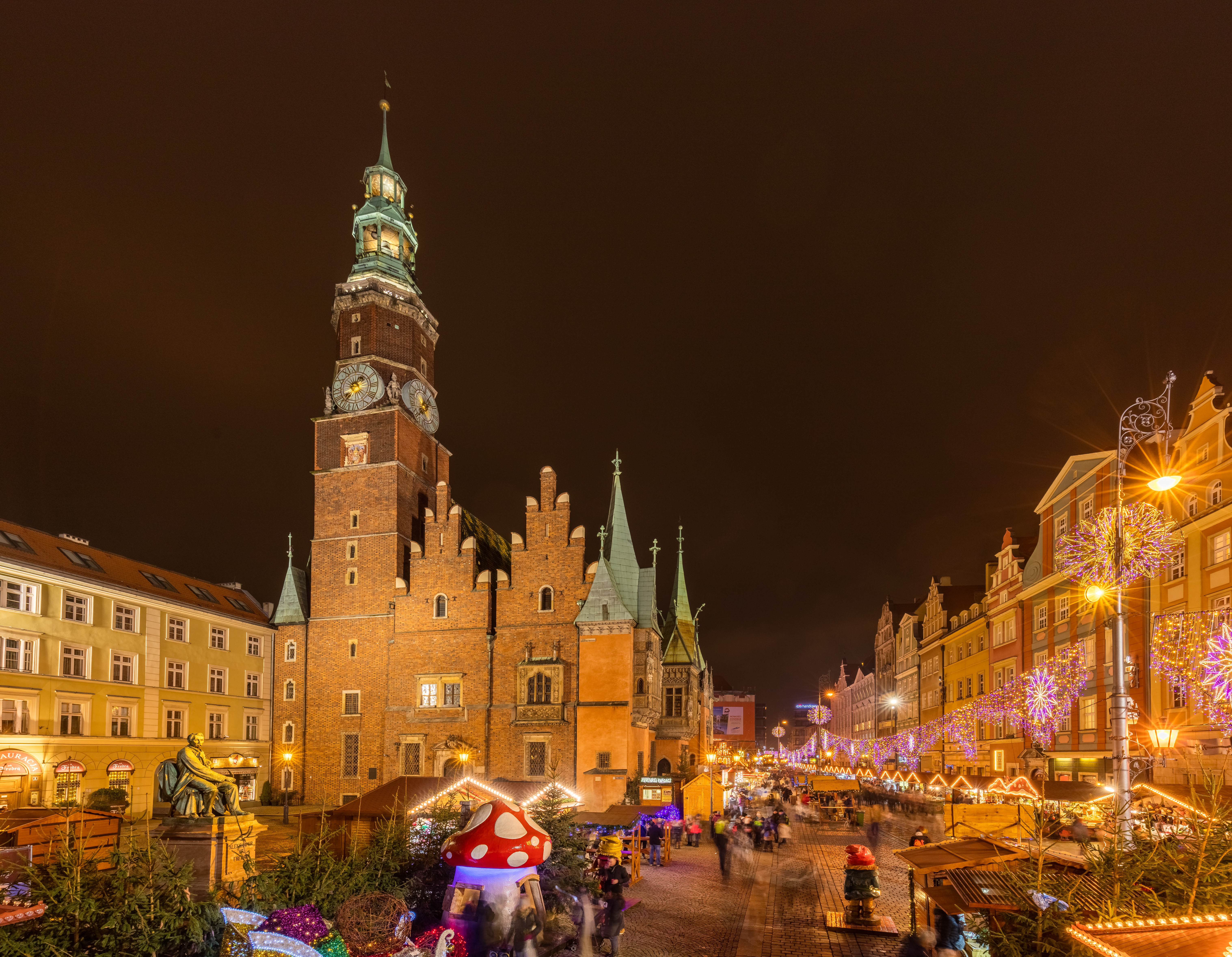
Різдвяний ярмарок, Ринкова площа, Вроцлав

| Назва українською                 | Назва польською                        | Дата         |
| --------------------------------- | -------------------------------------- | ------------ |
| Новий рік                         | Nowy Rok                               | 1 січня      |
| Богоявлення                       | Święto Trzech Króli                    | 6 січня      |
| Перший день Великодня             | Pierwszy dzień Wielkiej Nocy           |              |
| Другий день Великодня             | Drugi dzień Wielkiej Nocy              |              |
| Державне свято                    | Święto Państwowe                       | 1 травня     |
| Національне свято Третього травня | Święto Narodowe Trzeciego Maja         | 3 травня     |
| Перший день П'ятидесятниці        | Pierwszy dzień Zielonych Świątek       |              |
| Свято Тіла і Крові Христових      | Dzień Bożego Ciała                     |              |
| Вознесіння Пресвятої Діви Марії   | Wniebowzięcie Najświętszej Maryi Panny | 15 серпня    |
| День усіх святих                  | Wszystkich Świętych                    | 1 листопада  |
| Національне свято незалежності    | Narodowe Święto Niepodległości         | 11 листопада |
| Перший день Різдва                | Pierwszy dzień Bożego Narodzenia       | 25 грудня    |
| Другий день Різдва                | Drugi dzień Bożego Narodzenia          | 26 грудня    |

### Освіта

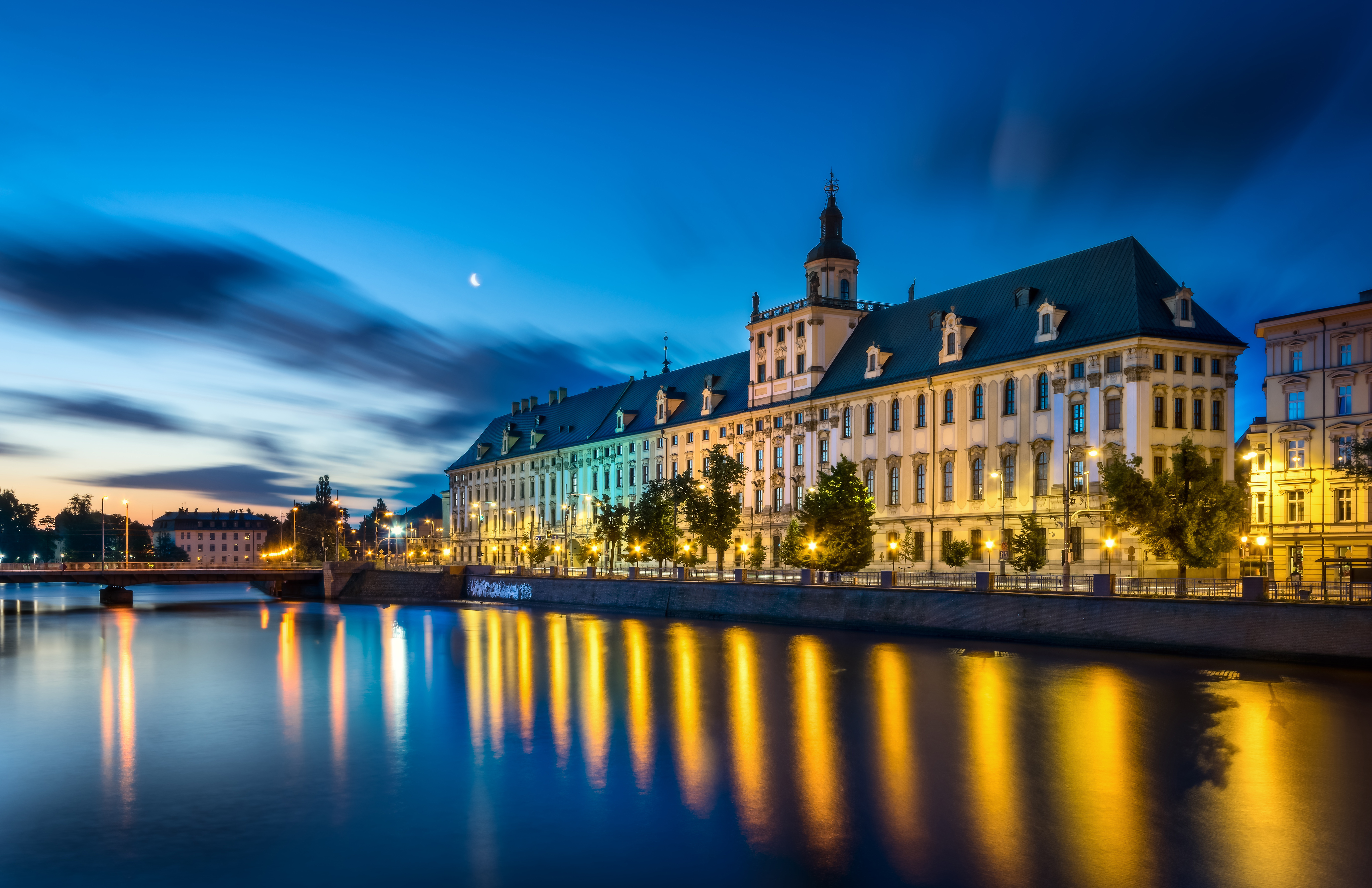
Вроцлавський університет, заснований у 1702

Міністерство національної освіти Польщі довело, що за короля Станіслава 1773 р. в Польщі існувало перше міністерство освіти у світі, і ці традиції продовжують.
Початкова школа розділена на 2 цикли по 3 роки. Середня школа містить у собі нижчий щабель середньої освіти і завершує базову освіту. Вона триває 3 роки. Досліджувані предмети: польська мова, історія, громадянська освіта, дві іноземні мови, математика, фізика і астрономія, хімія, біологія, географія, живопис/музика, технологія, інформаційні технології, фізичне навчання, релігієзнавство або етика.
Вища освіта в Польщі відповідно до Закону від 27 липня 2005 року «Про вищу освіту» ділиться на бакалаврат (перший ступінь, перший цикл освіти) і магістратуру (другий цикл освіти). Навчання в магістратурі в цілому (разом із проходженням програм бакалаврату) має тривати 5—6 років. Після завершення магістратури магістри можуть продовжити навчання в докторантурі. Захист дисертації на цьому рівні знаменують присвоєнням ступеня доктора філософії (PhD). Після цього доктор може пройти процедуру габілітації на здобуття наукового ступеня Doctor Habilitat.
У Польщі існує 457 навчальних закладів: 131 державний і 326 недержавних. Усього в Польщі навчаються приблизно 2 млн студентів, є 43 університети. З них 41 державний (18 класичних, 23 технічних і профільних), 1 недержавний, 2 університети Католицької церкви.

### Спорт
Багато видів спорту культивуються в Польщі, водночас дуже популярними є: футбол (найпопулярнішим видом спорту в країні, з багатою історією міжнародних виступів), легка атлетика, баскетбол, бокс, стрибки з трампліна, фехтування, гандбол, хокей, плавання, волейбол, спідвей і важка атлетика.

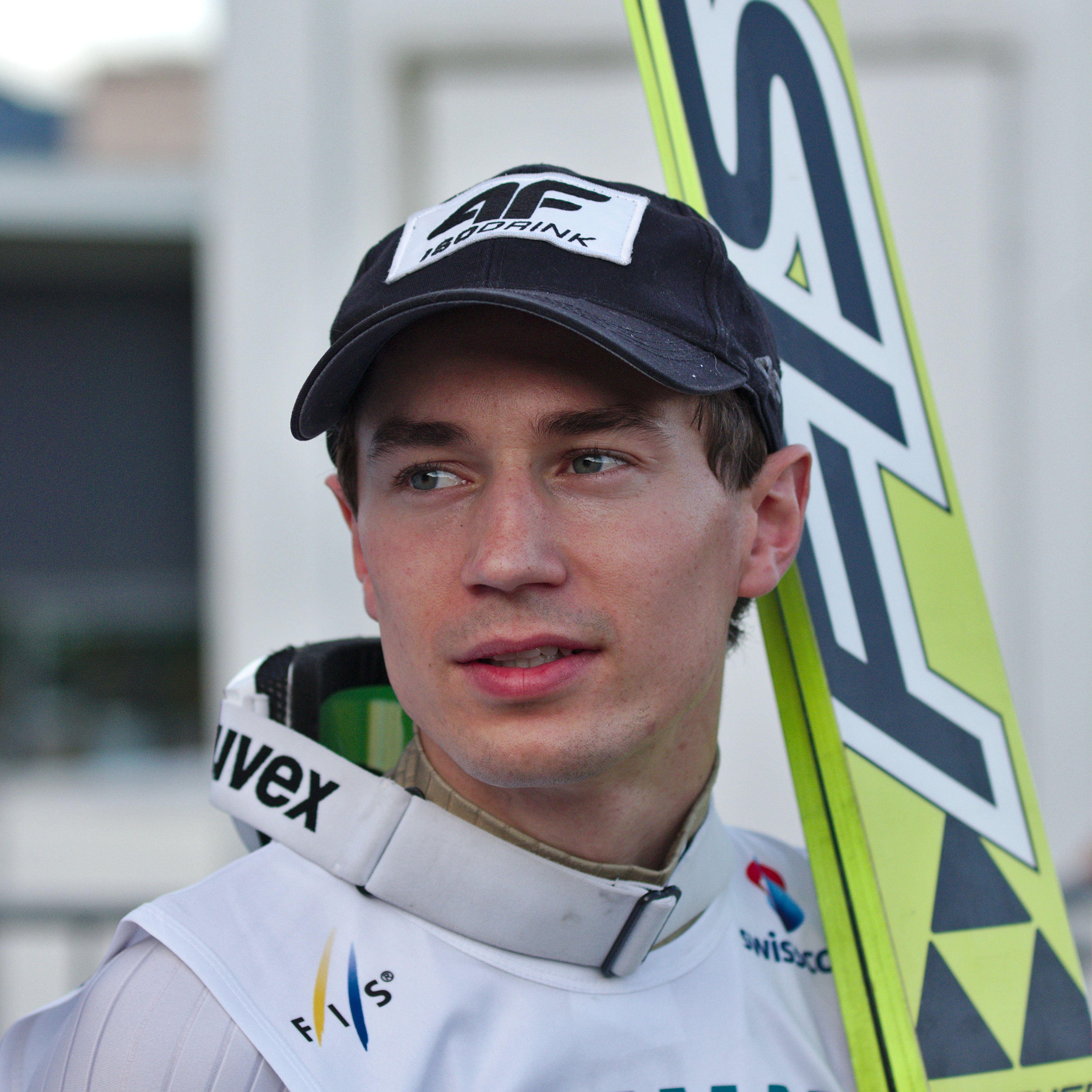
Каміль Стох, стрибун на лижах з трампліна та олімпійський чемпіон

Золота ера польського футболу сталася, починаючи з 70-х і тривала до початку 80-х років XX століття, коли польська національна футбольна команда досягала своїх найкращих результатів у різних змаганнях. На Кубку світу з футболу здобувала 3-тє місце в 1974 і 1982 роках, та виграла золоту медаль у футбольному турнірі на літніх Олімпійських іграх 1972 року, а також завоювала дві срібні медалі в 1976 і 1992 роках. Польща разом з Україною, добилася проведення Чемпіонату Європи з футболу 2012 р., який пройшов на стадіонах Варшави, Познані, Гданська, Вроцлава. Найпопулярніші футбольні клуби країни — Рух (Хожув), Гурник (Забже), Вісла (Краків), Легія (Варшава), Лех (Познань), Шльонськ (Вроцлав).

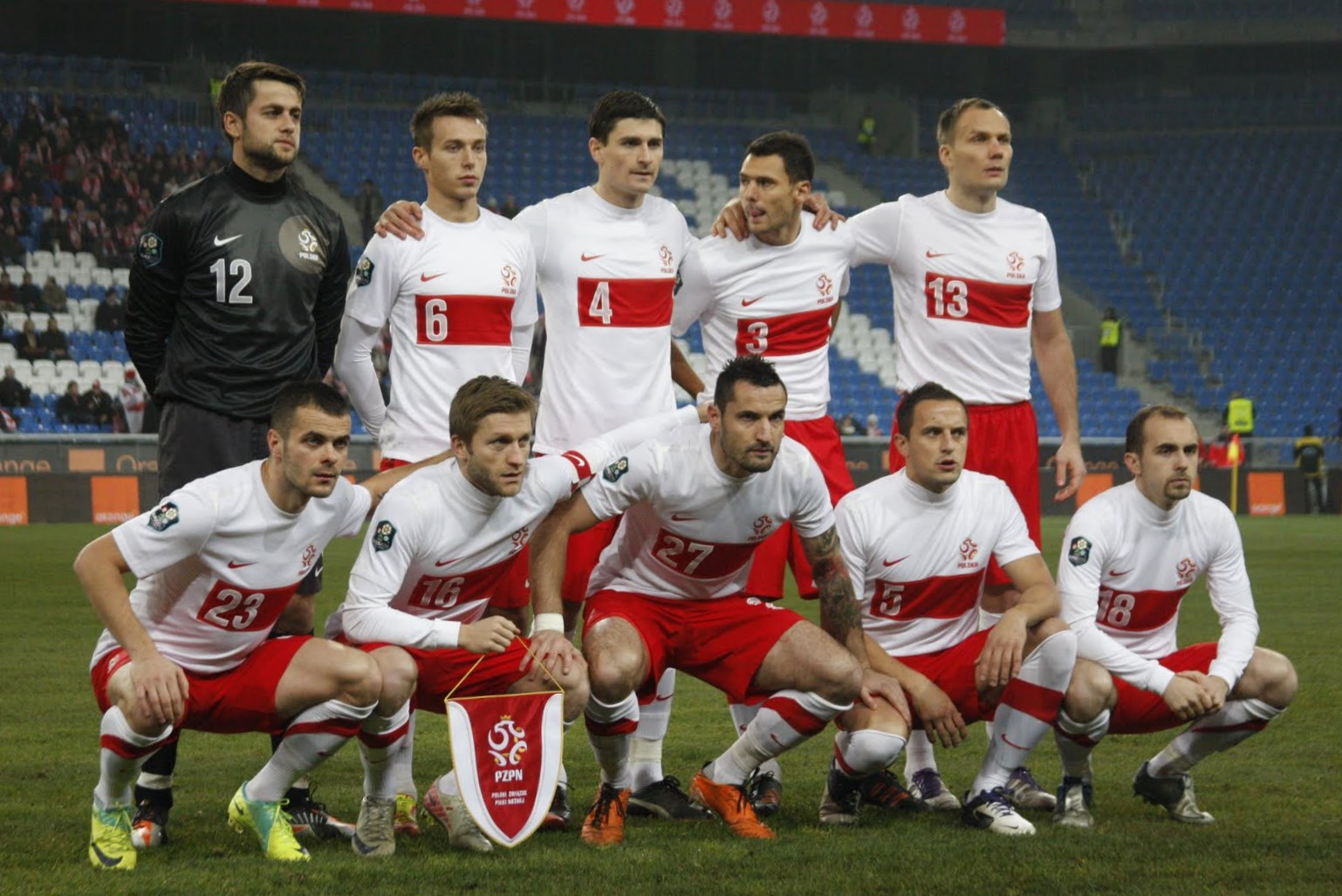
Збірна Польщі з футболу

Збірна Польщі з волейболу займає 5 місце у світовому рейтингу, а волейбольна команда жінок займає 10 місце. Маріуш Пудзяновський (Mariusz Pudzianowski) є досить успішним силовиком у світі, здобувши найбільшу кількість титулів у «World's Strongest Man», за будь-який іншого його конкурента у світі, виборовши 2008 р. його вже вп'яте. Перший польський водій на Формулі-1, Роберт Кубіца — приніс полякам здобутки в найпрестижніших автозмаганнях у світі. Польська команда є «законодавцем мод» мотоперегонах, зокрема, у спідвеї, а Томаш Голлоб — найуспішніший мотовершник у світі. Національна команда спідвею є однією з фаворитів у міжнародному спідвеї, здобуваючи чисельні перемоги та нагороди, відомі також ще спідвеїсти Ярослав Хампель, Януш Колодзей і Веслав Ягусь, а найтитулованіші спідвейні клуби «Унія» Лешно, «Сталь» Гожув, «РКМ Рибнік», «Полонія» Бидгощ.
Іншою популярною грою в Польщі є баскетбол (поляки звуть — кошиківка), завдяки перемозі на чемпіонаті Європи у 2003 і 2005 роках національної жіночої збірної, так звана «Złotka» добилася віцечемпіонства й на світовому форумі у 2006 році. Баскетбол все більше здобуває популярності в країні, хоч національна команда чоловіків ще не має таких перемог, та й у польська ліга ще не найвищому рівні. В останні роки набули популярності зимові види спорту: у стрибках з трампліна значних успіхів добився Адам Малиш, відомі своїми досягненнями біатлоністи Магдалена Гвіздонь та Томаш Сікора. З 2000 років на провідні ролі у світовому гандболі виходять польські національні команди чоловіків та жінок, які перебувають у призерах багатьох турнірів, а також прийшли успіхи й до польської національної команди плавців, особливо відзначилася Отілія Єджейчак.
Польські гори ідеальне місце для піших прогулянок, катання на лижах і на гірських велосипедах — залучають мільйони туристів щороку в усьому світі. Балтійські пляжі і курорти популярні місця для риболовлі, каное, байдарки і відомі своїм широким спектром інших водно-тематичний спортивних дисциплін.